# سكان كرواتيا
يُعرف عدد سكان كرواتيا وخصائصهم من خلال التعدادات التي أجريت عادة في فترات كل عشر سنوات وتحليلها من قبل مختلف المكاتب الإحصائية بالبلاد منذ خمسينيات القرن التاسع عشر. يقوم مكتب الإحصاء الكرواتي بهذه المهمة منذ التسعينيات. تم إجراء آخر تعداد سكاني في كرواتيا في خريف عام 2021، ووفقاً للنتائج النهائية لتعداد 2021 -المنشورة في 22 سبتمبر 2022-؛ بلغ عدد السكان الدائمين في جمهورية كرواتيا 3.87 مليون نسمة. وتبلغ الكثافة السكانية 68.7 نسمة لكل كيلومتر مربع، ويبلغ متوسط العمر المتوقع الإجمالي في كرواتيا عند الولادة 78.2 عاماً في عام 2018.
ارتفع عدد السكان بثبات (باستثناء التعدادات التي اتخذت في أعقاب الحربين العالميتين) من 2.1 مليون في عام 1857 حتى عام 1991، عندما بلغ ذروته عند 4.7 مليون. منذ عام 1991، معدل الوفيات في كرواتيا تجاوز باستمرار معدل المواليد فيها؛ معدل النمو الطبيعي للسكان يعتبر سلبي، فكرواتيا تعد في المرحلة الرابعة أو الخامسة من التحول الديموغرافي. بحسب الفئات العمرية، فشريحة شريحة العمر ما بين 15 و64 عاماً هي المهيمنة. متوسط عمر السكان هو 41.4 عاماً، ونسبة الجنسين من مجموع السكان هي 0.93 ذكر لكل أنثى واحدة.
معظم سكان كرواتيا من الكروات (91.63%)، في حين تشمل الأقليات الصربية 3.2% من جملة السكان، و21 عرقيات أخرى (أقل من 1% لكل منهم). التاريخ الديموغرافي لكرواتيا تميّز بالهجرات الكبيرة، منها هجرات الكروات في المناطق الناطقة باللغة المجرية واللغة الألمانية منذ اتحاد كرواتيا والمجر، والانضمام لإمبراطورية هابسبورغ، مجموعة الهجرات من قبل الفتوحات العثمانية وزيادة السكان الناطقين باللغة الإيطالية في إستريا ودالماسيا لإنها كانت تحت حكم جمهورية البندقية. بعد انهيار الإمبراطورية النمساوية المجرية، انخفض عدد السكان المجريين، في حين اضطر السكان الناطقين بالألمانية للرحيل أو اُجبروا على الرحيل بعد الحرب العالمية الثانية؛ ومثلهم عانى السكان الناطقين بالإيطالية. وتميزت الفترة ما بين أواخر القرن التاسع عشر والقرن العشرين بالهجرات الاقتصادية على نطاق واسع إلى الخارج. وتميزت حقبتي الأربعينات والخمسينات في يوغوسلافيا -والتي كانت كرواتيا جزء منها- بالهجرات الداخلية، فضلاً عن زيادة التمدن بالهجرة من الريف إلى المدن. نتيجة لحرب الاستقلال الكرواتية حدثت هجرات كبيرة بسببها شُرد مئات الآلاف. في حين جلب العقد الثاني من القرن الحادي والعشرين موجة جديدة من الهجرة؛ التي زادت بعد انضمام كرواتيا إلى الاتحاد الأوروبي عام 2013.
اللغة الكرواتية هي اللغة الرسمية للبلاد، ولكن يُستخدم لغات الأقليات رسمياً في بعض وحدات الحكومة المحلية. أعلن 95.60% من السكان أن اللغة الكرواتية تعد لغتهم الأم بحسب الإحصاءات الرسمية، وكشف إحصاء عام 2009 أن 78% من الكروات يدّعون معرفة لغة أجنبية أخرى واحدة على الأقل وغالباً ما تكون اللغة الإنجليزية. الأديان الرئيسية في كرواتيا هي الكاثوليكية الرومانية (86.28%) والأرثوذكسية الشرقية (4.44%) والإسلام (1.47%). بلغت نسبة محو الأمية في كرواتيا 98.1%، وارتفعت نسبة السكان الذين تتراوح أعمارهم بين 15 وأكثر ممن حقق درجة علمية منذ عام 2001، وتضاعفت لتصل إلى 16.7% عام 2008.
يُنفق حوالي 4.5% من الناتج المحلي الإجمالي على التعليم، وتتوفر المناهج التعليمية باللغة الكرواتية وبلغات الأقليات المعترف بها في صفوف التعليم الأساسي والثانوي. كرواتيا لديها نظام رعاية صحية شامل منذ عام 2010، ولذلك تنفق الدولة 6.9% من ناتجها المحلي الإجمالي على الرعاية الصحية. صافي الدخل الشهري في سبتمبر 2011 بلغ 5,397 كونا (729 يورو) في المتوسط. أهم مصادر التوظيف في البلاد عام 2008 كان في الصناعة والتجارة الجملة والتجزئة والتشييد. في أكتوبر 2011، بلغ معدل البطالة 17.4%. متوسط دخل الأسرة يعادل كرواتيا يتصدر متوسط القوة الشرائية القياسي للدول العشر التي انضمت إلى الاتحاد الأوروبي في عام 2004. سجل تعداد 2011 ما مجموعه 1.5 مليون من الأسر التي تمتلك مسكن خاصة بهم. متوسط معدل التحضر في كرواتيا يبلغ 56%، مع زيادة عدد السكان في المناطق الحضرية مقابل تقليل سكان الريف تدريجياً.

## نمو السكان

الكثافة السكانية في كرواتيا حسب المقاطعة بالأشخاص لكل كم² عام 2011:

مع بلوغ عدد سكانها 3871833 نسمة في عام 2021؛ احتلت كرواتيا، المرتبة 128 من حيث عدد السكان في العالم، بعد أن كانت في المرتبة 125 في التعداد السابق 2011. وبلغت الكثافة السكانية 75.8 نسمة لكل كيلومتر مربع. ومتوسط العمر المتوقع العام في كرواتيا عند الولادة 78 عاماً. وبلغ معدل الخصوبة الكلي من 1.50 أطفال لكل أم؛ وتعد من أدنى المعدلات في العالم.
منذ عام 1991، تجاوز معدل الوفيات باستمرار معدل المواليد في البلاد. توقع مكتب الإحصاء الكرواتي أن عدد السكان قد يتقلص إلى 3.1 مليون بحلول عام 2051، وذلك اعتماداً على إحصاءات معدلات المواليد الفعلي ومعدل الهجرة الصافية. ارتفع عدد سكان كرواتيا بشكل مطرد من 2.1 مليون نسمة في عام 1857 حتى عام 1991، عندما بلغ ذروته عند 4.7 مليون نسمة، باستثناء التعدادات التي اتخذت في عام 1921 و1948، أي بعد الحربين العالميتين. معدل النمو الطبيعي للسكان سلبي أي يتناقص. كرواتيا قد تخطت من المرحلة الأولى من التحول الديموغرافي في أواخر القرن الثامن عشر وأوائل القرن التاسع عشر، والآن تعد البلاد في المرحلة الرابعة أو الخامسة للتحول الديموغرافي.
أحد التفسيرات لهذا الانخفاض السكاني الأخير هو حرب الاستقلال الكرواتية. ففي خلال الحرب شُرِدت قطاعات كبيرة من السكان مع زيادة الهجرة. في عام 1991، في المناطق ذات الأغلبية الصربية، أكثر من 400,000 من الكروات والعرقيات الأخرى من غير الصرب هجّروا بإزالة منازلهم من قبل القوات الصربية الكرواتية أو فروا من العنف. وفي عام 1995، خلال الأيام الأخيرة من الحرب، أكثر من 120,000 وهرب حوالي 200,000 صربي من البلاد قبل وصول القوات الكرواتية أثناء عملية العاصفة. وخلال العقد الذي تلا نهاية الحرب، عاد من اللاجئين الصرب حوالي 117,000 من 300,000 نزحوا من كرواتيا خلال فترة الحرب، معظم الصرب المتبقيين في كرواتيا يعيشون في المناطق المحتلة في حرب الاستقلال الكرواتية. بعض الصرب استقروا في المناطق التي سكنوها سابقاً قبل الحرب، في حين أن بعض المستوطنات الصربية السابقة بكرواتيا تمت تسويتها بالأرض من قبل اللاجئين الكروات من البوسنة والهرسك، ومعظمهم من جمهورية صرب البوسنة.

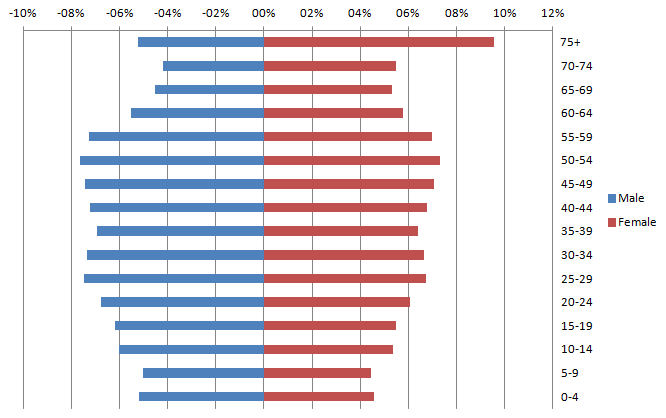
الهرم السكاني لكرواتيا عام 2009:
إناث
ذكور

في 2009، بلغ عدد المواليد 44,577 مولود حي في كرواتيا؛ منهم 22,877 ذكر و21,700 أنثى. معظم تلك الولادات أجريت في مناطق ذات إشراف طبي؛ باستثناء 34 حالة ولادة فقط في أماكن أخرى. من العدد الإجمالي ولد 38,809 الأطفال في إطار الزواج أو خلال 300 يوماً بعد نهاية الزواج، وكان متوسط عمر الأمهات عند ولادة طفلهما الأول 27 سنة و5 أشهر. معدل الخصوبة العام يساوي عدد المواليد لكل 1,000 امرأة تتراوح أعمارهم بين 15 و49 عاماً هو 42.9. في عام 2009، توفي 52,414 شخصاً في كرواتيا، 48.5% توفي في المرافق الطبية؛ 90.0% منهم تلقوا العلاج الطبي في ذلك الوقت، منهم 26,235 حالة وفاة لمرضى القلب والشرايين و13,280 حالة وفاة لمرضى السرطان. في العام نفسه، كان هناك 2,986 حالة وفاة عنيفة، بما في ذلك 2,121 حالة وفاة بسبب الحوادث؛ من ضمنهم 616 حالة وفاة في حوادث سير. في عام 2009، كان معدل المواليد 10.1 بالألف، تجاوز معدل وفيات من 11.8 بالألف. وكان معدل وفيات الرضع يقدر بـ 6.06 بالألف في عام 2012. أما من حيث التركيب العمري، فإن سكان كرواتيا يهيمن عليه شريحة الأعمار بين 15 و64 سنة وكبار السن بنسبة 68.1% من إجمالي السكان، في حين أن نسبة السكان الذين تقل أعمارهم عن 15 سنة حوالي 15.1% والشيوخ من تعدوا سن 64 سنة بلغت نسبتهم 16.9%، وهي نسب صغيرة نسبياً. متوسط عمر السكان هو 41.4 عاماً. نسبة الجنس من السكان الذكور 1.06 لكل أنثى واحدة عند الولادة وحتى 14 سنة من العمر، و0.99 ذكر لكل أنثى واحدة تتراوح أعمارهم بين 15 و64 عاماً. لكن في الأعمار فوق 64 سنة تكون النسبة 0.64 ذكر لكل أنثى واحدة. أما بالنسبة لمجموع السكان الكلي فتبلغ نسبة الذكور 0.93 ذكر لكل أنثى واحدة.
على عكس تقلص عدد سكان كرواتيا في أواخر التسعينات من القرن العشرين؛ وصلت معدلات الهجرة الصافية من كرواتيا إلى الخارج إلى أكثر من 7,000 مهاجر عام 2006. وفي السنوات الأخيرة، أصبحت الحكومة الكرواتية مضطرة كل عام لإعطاء تصريحات للعمالة الأجنبية. ووفقاً لسياسة الهجرة في كرواتيا، تسعى الحكومة لإغراء المهاجرين بالعودة مرة أخرى إلى بلادهم.
يتواجد في كرواتيا حوالي 8,468 مهاجر عام 2009، أكثر من نصفهم (57.5%) قادمين من البوسنة والهرسك المجاورة، وكان هذا العدد انخفض انخفاضاً حاداً عن السنة السابقة؛ فقد كان عدد المهاجرين عام 2008 حوالي 14,541 مهاجر. في العام 2009، هاجر 9,940 شخص من البلاد، 44.8% هاجر إلى صربيا. عدد المهاجرين يمثل زيادة كبيرة مقارنة مع الرقم المسجل في عام 2008، والذي كان 7,488 مهاجر. في عام 2009 كذلك كان صافي الهجرة من وإلى الخارج بلغت ذروتها في مقاطعة سيساك-موسلافينا (-1093 نسمة) ومدينة زغرب (+830 أشخاص).
في عام 2009، تم تسجيل 22,382 حالة زواج في كرواتيا وكذلك 5,076 حالة طلاق. سجل تعداد عام 2001 عدد الأسر بـ 1.47 مليون أسرة في البلاد.

### بيانات تعداد السكان

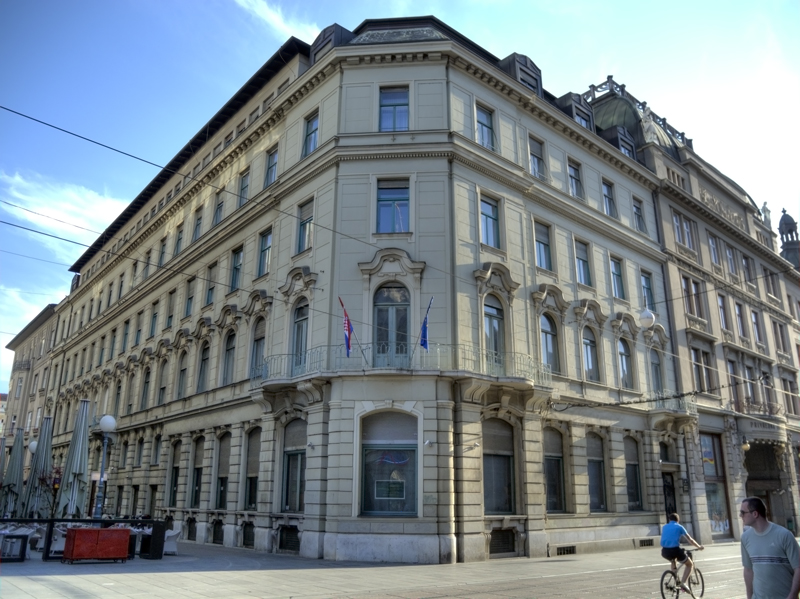
مبنى مكتب الإحصاء الكرواتي.

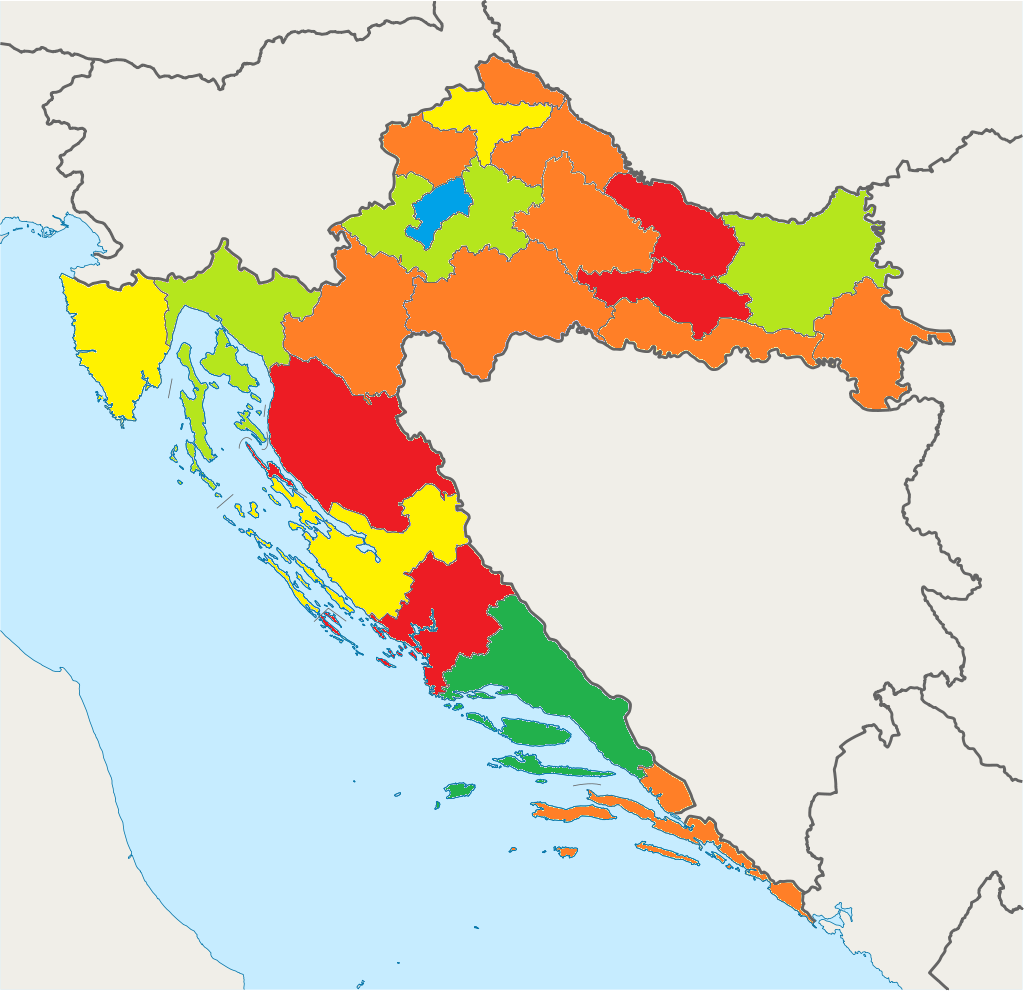
خريطة تعداد السكان بحسب المقاطعات:

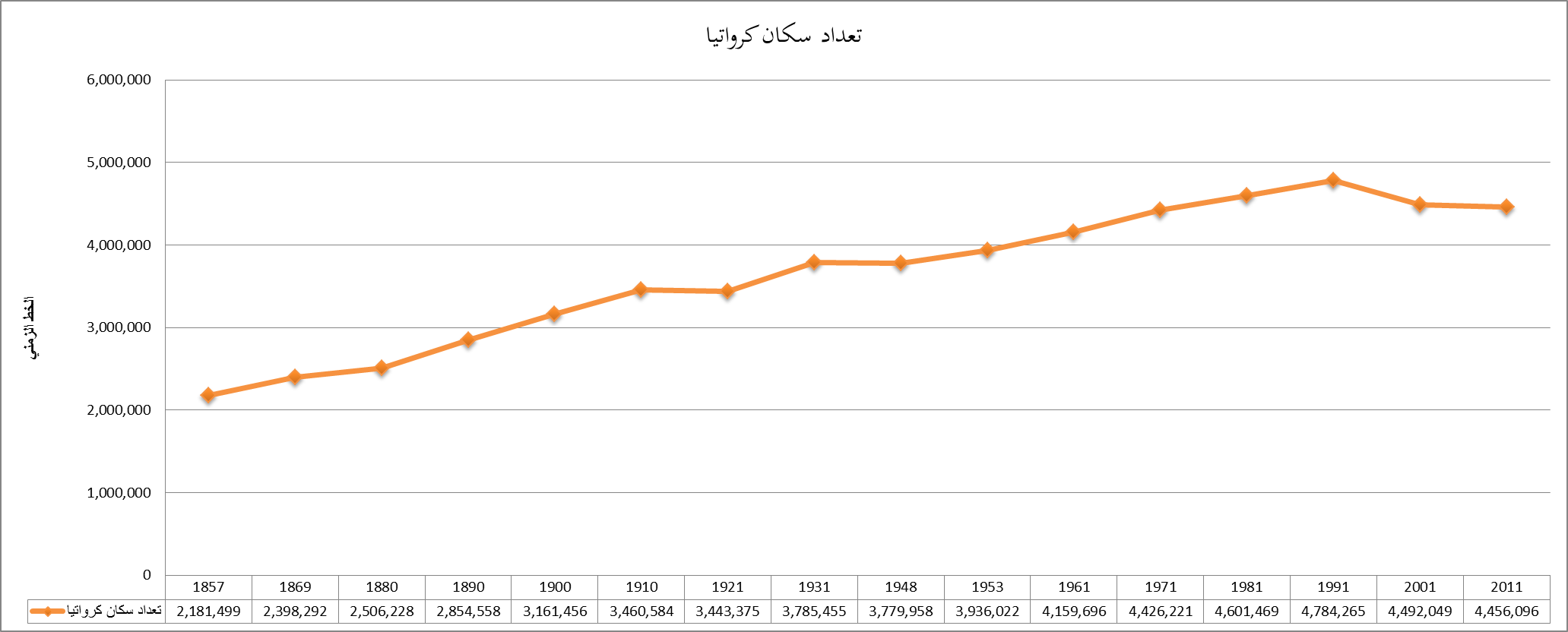
خط زمني بياني يوضح التغيرات الحاصلة في تعداد سكان كرواتيا بحسب المكتب الكرواتي للإحصاء ما بين عامي 1857-2011.

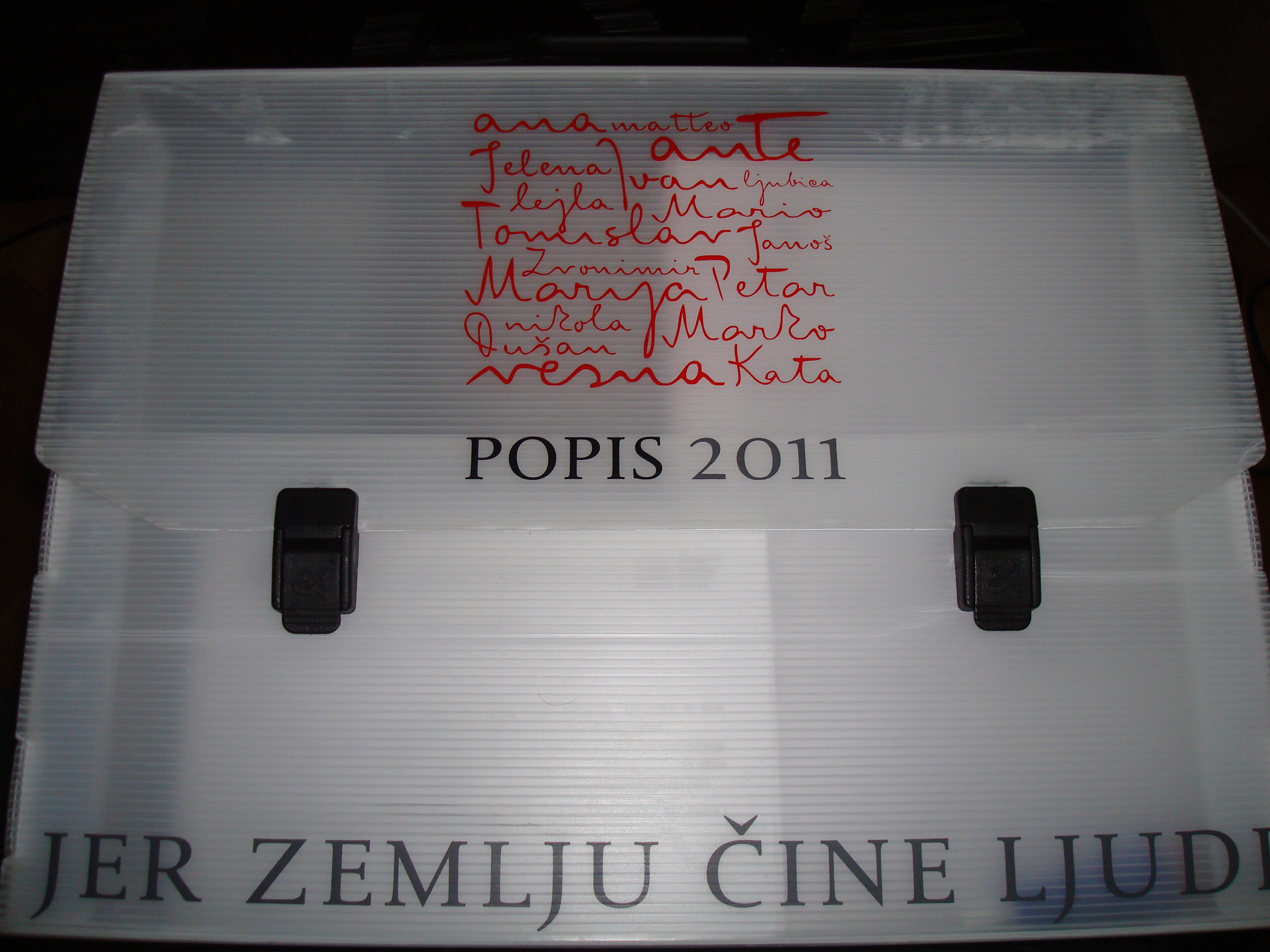
الحقيبة الرسمية لمندوبي المكتب الكرواتي للإحصاء لتعداد 2011.

أجري أول تعداد سكاني حديث في البلاد عام 1857. ومنذ عام 1961؛ تجرى التعدادات في فترات منتظمة كل عشر سنوات، وأحدث تعداد كان في 2021. وأول مؤسسة أنشئت في البلاد خصيصاً لإحصاءات السكان كان مكتب الإحصاءات الحكومي عام 1875، وتغير اسم المكتب وأعيد هيكلته عدة مرات. وكانت تابعة لمؤسسات أخرى بالتناوب ومستقلة، حتى التغييرات الأخيرة في عام 1992، عندما أصبحت المؤسسة باسم مكتب الإحصاء الكرواتي. تعداد عام 2011 تم ما بين 1 و28 أبريل في هذا العام مسجلاً الوضع حتى 31 مارس 2011. نتائج التعداد الأولى التي تحتوي على عدد من السكان نشرت في 29 يونيو 2011. ونشر الإحصاء كامل البيانات عام 2012. بلغت تكلفة إعداد تعداد 2011 ومعالجة بياناته حوالي 171.9 مليون كونا (23.3 مليون يورو). تم إجراء تعداد عام 2011 باستخدام منهجية جديدة، وذلك بتحديد السكان الدائمين وقائمة تعداد السكان الذين يعيشون في منطقة لمدة 12 شهراً على الأقل قبل إجراء التعداد، أو خطط للعيش في نفس المنطقة لمدة 12 شهراً على الأقل بعد التعداد، وكذلك بأثر رجعي لبيانات تعداد عام 2001.
| السنة | عدد السكان | السكان الدائمين                 | متوسط معدل النمو السنوي | الكثافة السكانية لكل كم2 |
| --- | ---------- | ------------------------------- | ----------------------- | ------------------------ |
| 1857 | 2,181,499  | align="center" width="50"\|ــــ | 38.6                    |                          |
| 1869 | 2,398,292  | align="center" \| 0.87%         | 42.4                    |                          |
| 1880 | 2,506,228  | align="center" \| 0.37%         | 44.3                    |                          |
| 1890 | 2,854,558  | align="center" \| 1.31%         | 50.5                    |                          |
| 1900 | 3,161,456  | align="center" \| 1.03%         | 55.9                    |                          |
| 1910 | 3,460,584  | align="center" \| 0.91%         | 61.2                    |                          |
| 1921 | 3,443,375  | align="center" \| -0.05%        | 60.9                    |                          |
| 1931 | 3,785,455  | align="center" \| 0.95%         | 67.0                    |                          |
| 1948 | 3,779,958  | align="center" \| -0.01%        | 66.9                    |                          |
| 1953 | 3,936,022  | align="center" \| 0.81%         | 69.6                    |                          |
| 1961 | 4,159,696  | align="center" \| 0.69%         | 73.6                    |                          |
| 1971 | 4,426,221  | align="center" \| 0.62%         | 78.3                    |                          |
| 1981 | 4,601,469  | align="center" \| 0.39%         | 81.4                    |                          |
| 1991 | 4,784,265  | align="center" \| 0.39%         | 84.6                    |                          |
| 2001 | 4,492,049  | 4,437,460                       | -0.63%                  | 79.4                     |
| 2011 | 4,456,096  | 4,290,612                       | -0.08%                  | 75.8                     |
| 2021 | 3,937,024  | 3,871,833                       | -0.96%                  | 68.4                     |
| المصدر: مكتب الإحصاء الكرواتي. ملاحظة: يتم حساب الكثافة السكانية لعام 2011 باستخدام عدد السكان الدائمين. |            |                                 |                         |                          |

### معدل الخصوبة الكلي

#### معدل الخصوبة الكلي (منذ 1880 حتى 1899)
معدل الخصوبة الكلي هو عدد الأطفال المولودين لكل امرأة. ويستند إلى بيانات جيدة إلى حد ما عن الفترة بأكملها.
| السنوات            | 1880 | 1881 | 1882 | 1883 | 1884 | 1885 | 1886 | 1887 | 1888 | 1889 | 1890 |
| ------------------ | ---- | ---- | ---- | ---- | ---- | ---- | ---- | ---- | ---- | ---- | ---- |
| معدل الخصوبة الكلي | 5.75 | 5.75 | 5.86 | 5.96 | 6.07 | 6.18 | 6    | 5.83 | 5.65 | 5.48 | 5.31 |

| السنوات            | 1891 | 1892 | 1893 | 1894 | 1895 | 1896 | 1897 | 1898 | 1899 |
| ------------------ | ---- | ---- | ---- | ---- | ---- | ---- | ---- | ---- | ---- |
| معدل الخصوبة الكلي | 5.42 | 5.53 | 5.64 | 5.76 | 5.83 | 5.79 | 5.7  | 5.7  | 5.54 |

#### معدل الخصوبة الكلي (منذ 1915 حتى 1940)
| السنوات            | 1915 | 1916 | 1917 | 1918 | 1919 | 1920 |
| ------------------ | ---- | ---- | ---- | ---- | ---- | ---- |
| معدل الخصوبة الكلي | 5    | 5.09 | 5.19 | 5.28 | 5.37 | 5.31 |

| السنوات            | 1921 | 1922 | 1923 | 1924 | 1925 | 1926 | 1927 | 1928 | 1929 | 1930 |
| ------------------ | ---- | ---- | ---- | ---- | ---- | ---- | ---- | ---- | ---- | ---- |
| معدل الخصوبة الكلي | 5.26 | 5.2  | 5.14 | 5.08 | 4.98 | 4.87 | 4.77 | 4.67 | 4.57 | 4.47 |

| السنوات            | 1931 | 1932 | 1933 | 1934 | 1935 | 1936 | 1937 | 1938 | 1939 | 1940 |
| ------------------ | ---- | ---- | ---- | ---- | ---- | ---- | ---- | ---- | ---- | ---- |
| معدل الخصوبة الكلي | 4.36 | 4.26 | 4.16 | 4.06 | 3.96 | 3.85 | 3.75 | 3.65 | 3.55 | 3.45 |

## إحصاءات الأحوال المدنية
| المواليد والوفيات قبل الحرب العالمية الأولى                       | المواليد والوفيات قبل الحرب العالمية الأولى | المواليد والوفيات قبل الحرب العالمية الأولى | المواليد والوفيات قبل الحرب العالمية الأولى | المواليد والوفيات قبل الحرب العالمية الأولى | المواليد والوفيات قبل الحرب العالمية الأولى | المواليد والوفيات قبل الحرب العالمية الأولى | المواليد والوفيات قبل الحرب العالمية الأولى | المواليد والوفيات قبل الحرب العالمية الأولى |
| السنة                                                             | متوسط عدد السكان (× 1000)                   | المواليد الأحياء                            | الوفيات                                     | الزيادة الطبيعية                            | معدل المواليد الخام (لكل 1000)              | معدل الوفيات الخام (لكل 1000)               | الزيادة الطبيعية (لكل 1000)                 | معدلات الخصوبة                              |
| ----------------------------------------------------------------- | ------------------------------------------- | ------------------------------------------- | ------------------------------------------- | ------------------------------------------- | ------------------------------------------- | ------------------------------------------- | ------------------------------------------- | ------------------------------------------- |
| 1900                                                              | 2,375                                       | 97,000                                      | 65,000                                      | 32,000                                      | 40.7                                        | 27.5                                        | 13.2                                        |                                             |
| 1901                                                              | 2,432                                       | 95,000                                      | 67,000                                      | 28,000                                      | 39.2                                        | 27.4                                        | 11.8                                        |                                             |
| 1902                                                              | 2,431                                       | 101,000                                     | 67,000                                      | 34,000                                      | 41.5                                        | 27.6                                        | 13.9                                        |                                             |
| 1903                                                              | 2,462                                       | 97,000                                      | 66,000                                      | 31,000                                      | 39.3                                        | 26.9                                        | 12.4                                        |                                             |
| 1904                                                              | 2,477                                       | 99,000                                      | 65,000                                      | 34,000                                      | 40.0                                        | 26.2                                        | 13.8                                        |                                             |
| 1905                                                              | 2,493                                       | 100,000                                     | 75,000                                      | 25,000                                      | 40.1                                        | 30.1                                        | 10.0                                        |                                             |
| 1906                                                              | 2,515                                       | 100,000                                     | 66,000                                      | 34,000                                      | 39.7                                        | 26.3                                        | 13.4                                        |                                             |
| 1907                                                              | 2,550                                       | 100,000                                     | 65,000                                      | 35,000                                      | 39.3                                        | 25.4                                        | 13.9                                        |                                             |
| 1908                                                              | 2,560                                       | 100,000                                     | 70,000                                      | 30,000                                      | 39.2                                        | 27.2                                        | 12.0                                        |                                             |
| 1909                                                              | 2,588                                       | 108,000                                     | 69,000                                      | 39,000                                      | 41.7                                        | 26.7                                        | 15.0                                        |                                             |
| 1910                                                              | 2,616                                       | 99,000                                      | 65,000                                      | 34,000                                      | 37.9                                        | 24.8                                        | 13.1                                        |                                             |
| 1911                                                              | 2,628                                       | 95,000                                      | 69,000                                      | 26,000                                      | 36.0                                        | 26.4                                        | 9.6                                         |                                             |
| 1912                                                              | 2,654                                       | 101,000                                     | 67,000                                      | 34,000                                      | 38.1                                        | 25.2                                        | 12.9                                        |                                             |
| 1913                                                              | 2,663                                       | 95,000                                      | 68,000                                      | 27,000                                      | 35.7                                        | 25.5                                        | 10.2                                        |                                             |
| 1914                                                              | 2,675                                       | 98,000                                      | 66,000                                      | 32,000                                      | 36.6                                        | 24.7                                        | 11.9                                        |                                             |
| المصدر: براين ر. ميتشل، الإحصاءات التاريخية الأوروبية 1750 - 1975 |                                             |                                             |                                             |                                             |                                             |                                             |                                             |                                             |

| المواليد والوفيات بعد الحرب العالمية الثانية                         | المواليد والوفيات بعد الحرب العالمية الثانية | المواليد والوفيات بعد الحرب العالمية الثانية | المواليد والوفيات بعد الحرب العالمية الثانية | المواليد والوفيات بعد الحرب العالمية الثانية | المواليد والوفيات بعد الحرب العالمية الثانية | المواليد والوفيات بعد الحرب العالمية الثانية | المواليد والوفيات بعد الحرب العالمية الثانية | المواليد والوفيات بعد الحرب العالمية الثانية |
| السنة                                                                | متوسط عدد السكان (× 1000)                    | المواليد الأحياء                             | الوفيات                                      | الزيادة الطبيعية                             | معدل المواليد الخام (لكل 1000)               | معدل الوفيات الخام (لكل 1000)                | الزيادة الطبيعية (لكل 1000)                  | معدلات الخصوبة                               |
| -------------------------------------------------------------------- | -------------------------------------------- | -------------------------------------------- | -------------------------------------------- | -------------------------------------------- | -------------------------------------------- | -------------------------------------------- | -------------------------------------------- | -------------------------------------------- |
| 1947                                                                 | 3,756                                        | 83,700                                       | 44,000                                       | 39,700                                       | 22.3                                         | 11.7                                         | 10.6                                         |                                              |
| 1948                                                                 | 3,788                                        | 89,700                                       | 47,100                                       | 42,600                                       | 23.7                                         | 12.4                                         | 11.2                                         |                                              |
| 1949                                                                 | 3,821                                        | 97,100                                       | 47,800                                       | 49,300                                       | 25.4                                         | 12.5                                         | 12.9                                         |                                              |
| 1947                                                                 | 3,756                                        | 83,700                                       | 44,000                                       | 39,700                                       | 22.3                                         | 11.7                                         | 10.6                                         |                                              |
| 1948                                                                 | 3,788                                        | 89,700                                       | 47,100                                       | 42,600                                       | 23.7                                         | 12.4                                         | 11.2                                         |                                              |
| 1949                                                                 | 3,821                                        | 97,100                                       | 47,800                                       | 49,300                                       | 25.4                                         | 12.5                                         | 12.9                                         |                                              |
| 1950                                                                 | 3,861                                        | 95,560                                       | 47,292                                       | 48,268                                       | 24.8                                         | 12.2                                         | 12.5                                         | 2,93                                         |
| 1951                                                                 | 3,882                                        | 87,564                                       | 49,804                                       | 37,760                                       | 22.6                                         | 12.8                                         | 9.7                                          | 2,62                                         |
| 1952                                                                 | 3,913                                        | 91,612                                       | 43,512                                       | 48,100                                       | 23.4                                         | 11.1                                         | 12.3                                         | 2,69                                         |
| 1953                                                                 | 3,946                                        | 90,200                                       | 46,662                                       | 43,538                                       | 22.9                                         | 11.8                                         | 11.0                                         | 2,66                                         |
| 1954                                                                 | 3,979                                        | 89,309                                       | 41,071                                       | 48,238                                       | 22.4                                         | 10.3                                         | 12.1                                         | 2,59                                         |
| 1955                                                                 | 4,011                                        | 88,657                                       | 42,035                                       | 46,622                                       | 22.1                                         | 10.5                                         | 11.6                                         | 2,56                                         |
| 1956                                                                 | 4,040                                        | 86,171                                       | 43,772                                       | 42,399                                       | 21.3                                         | 10.8                                         | 10.5                                         | 2,46                                         |
| 1957                                                                 | 4,066                                        | 81,414                                       | 40,261                                       | 41,153                                       | 20.0                                         | 9.9                                          | 10.1                                         | 2,30                                         |
| 1958                                                                 | 4,090                                        | 77,771                                       | 37,980                                       | 39,791                                       | 19.0                                         | 9.3                                          | 9.7                                          | 2,19                                         |
| 1959                                                                 | 4,115                                        | 78,233                                       | 40,688                                       | 37,545                                       | 19.0                                         | 9.9                                          | 9.1                                          | 2,23                                         |
| 1960                                                                 | 4,140                                        | 76,156                                       | 41,361                                       | 34,795                                       | 18.4                                         | 10.0                                         | 8.4                                          | 2,20                                         |
| 1961                                                                 | 4,169                                        | 74,190                                       | 37,796                                       | 36,394                                       | 17.8                                         | 9.1                                          | 8.7                                          | 2,19                                         |
| 1962                                                                 | 4,200                                        | 72,267                                       | 42,134                                       | 30,133                                       | 17.2                                         | 10.0                                         | 7.2                                          | 2,17                                         |
| 1963                                                                 | 4,232                                        | 69,875                                       | 38,597                                       | 31,278                                       | 16.5                                         | 9.1                                          | 7.4                                          | 2,12                                         |
| 1964                                                                 | 4,246                                        | 68,843                                       | 43,013                                       | 25,830                                       | 16.2                                         | 10.1                                         | 6.1                                          | 2,12                                         |
| 1965                                                                 | 4,273                                        | 71,186                                       | 39,936                                       | 31,250                                       | 16.7                                         | 9.3                                          | 7.3                                          | 2,22                                         |
| 1966                                                                 | 4,300                                        | 71,245                                       | 37,941                                       | 33,304                                       | 16.6                                         | 8.8                                          | 7.7                                          | 2,21                                         |
| 1967                                                                 | 4,326                                        | 67,103                                       | 41,381                                       | 25,722                                       | 15.5                                         | 9.6                                          | 5.9                                          | 2,07                                         |
| 1968                                                                 | 4,353                                        | 65,431                                       | 43,720                                       | 21,711                                       | 15.0                                         | 10.0                                         | 5.0                                          | 1,99                                         |
| 1969                                                                 | 4,379                                        | 63,635                                       | 46,844                                       | 16,791                                       | 14.5                                         | 10.7                                         | 3.8                                          | 1,91                                         |
| 1970                                                                 | 4,406                                        | 61,103                                       | 44,148                                       | 16,955                                       | 13.9                                         | 10.0                                         | 3.8                                          | 1,84                                         |
| 1971                                                                 | 4,430                                        | 64,890                                       | 44,878                                       | 20,012                                       | 14.6                                         | 10.1                                         | 4.5                                          | 1,95                                         |
| 1972                                                                 | 4,447                                        | 66,035                                       | 47,881                                       | 18,154                                       | 14.8                                         | 10.8                                         | 4.1                                          | 1,97                                         |
| 1973                                                                 | 4,465                                        | 67,389                                       | 45,680                                       | 21,709                                       | 15.1                                         | 10.2                                         | 4.9                                          | 1,98                                         |
| 1974                                                                 | 4,482                                        | 67,251                                       | 44,950                                       | 22,301                                       | 15.0                                         | 10.0                                         | 5.0                                          | 1,95                                         |
| 1975                                                                 | 4,500                                        | 67,016                                       | 45,640                                       | 21,376                                       | 14.9                                         | 10.1                                         | 4.8                                          | 1,92                                         |
| 1976                                                                 | 4,517                                        | 67,054                                       | 45,074                                       | 21,980                                       | 14.8                                         | 10.0                                         | 4.9                                          | 1,90                                         |
| 1977                                                                 | 4,535                                        | 68,035                                       | 45,156                                       | 22,879                                       | 15.0                                         | 10.0                                         | 5.0                                          | 1,90                                         |
| 1978                                                                 | 4,553                                        | 68,704                                       | 48,715                                       | 19,989                                       | 15.1                                         | 10.7                                         | 4.4                                          | 1,91                                         |
| 1979                                                                 | 4,570                                        | 69,229                                       | 48,426                                       | 20,803                                       | 15.1                                         | 10.6                                         | 4.6                                          | 1,94                                         |
| 1980                                                                 | 4,588                                        | 68,220                                       | 50,100                                       | 18,120                                       | 14.9                                         | 10.9                                         | 3.9                                          | 1,92                                         |
| 1981                                                                 | 4,608                                        | 67,455                                       | 51,420                                       | 16,035                                       | 14.6                                         | 11.2                                         | 3.5                                          | 1,91                                         |
| 1982                                                                 | 4,635                                        | 66,737                                       | 50,770                                       | 15,967                                       | 14.4                                         | 11.0                                         | 3.4                                          | 1,90                                         |
| 1983                                                                 | 4,659                                        | 65,599                                       | 55,147                                       | 10,452                                       | 14.1                                         | 11.8                                         | 2.2                                          | 1,88                                         |
| 1984                                                                 | 4,680                                        | 64,909                                       | 54,169                                       | 10,740                                       | 13.9                                         | 11.6                                         | 2.3                                          | 1,87                                         |
| 1985                                                                 | 4,702                                        | 62,665                                       | 52,067                                       | 10,598                                       | 13.3                                         | 11.1                                         | 2.3                                          | 1,79                                         |
| 1986                                                                 | 4,722                                        | 60,226                                       | 51,740                                       | 8,486                                        | 12.8                                         | 11.0                                         | 1.8                                          | 1,75                                         |
| 1987                                                                 | 4,740                                        | 59,209                                       | 53,080                                       | 6,129                                        | 12.6                                         | 11.3                                         | 1.3                                          | 1,73                                         |
| 1988                                                                 | 4,757                                        | 58,525                                       | 52,686                                       | 5,839                                        | 12.3                                         | 11.1                                         | 1.2                                          | 1,74                                         |
| 1989                                                                 | 4,767                                        | 55,651                                       | 52,569                                       | 3,082                                        | 11.7                                         | 11.0                                         | 0.7                                          | 1,67                                         |
| 1990                                                                 | 4,778                                        | 55,409                                       | 52,192                                       | 3,217                                        | 11.6                                         | 10.9                                         | 0.7                                          | 1,67                                         |
| 1991                                                                 | 4,513                                        | 51,829                                       | 54,311                                       | -2,482                                       | 11.5                                         | 12.0                                         | -0.5                                         | 1,55                                         |
| 1992                                                                 | 4,470                                        | 46,970                                       | 51,323                                       | -4,353                                       | 10.5                                         | 11.5                                         | -1.0                                         | 1,39                                         |
| 1993                                                                 | 4,641                                        | 48,535                                       | 50,219                                       | -1,684                                       | 10.5                                         | 10.8                                         | -0.3                                         | 1,43                                         |
| 1994                                                                 | 4,649                                        | 48,584                                       | 48,802                                       | -218                                         | 10.5                                         | 10.5                                         | -0.0                                         | 1,43                                         |
| 1995                                                                 | 4,669                                        | 50,182                                       | 49,826                                       | 356                                          | 10.7                                         | 10.7                                         | 0.0                                          | 1,50                                         |
| 1996                                                                 | 4,494                                        | 53,811                                       | 49,657                                       | 4,154                                        | 12.0                                         | 11.0                                         | 1.0                                          | 1,64                                         |
| 1997                                                                 | 4,572                                        | 55,501                                       | 50,801                                       | 4,700                                        | 12.1                                         | 11.1                                         | 1.0                                          | 1,69                                         |
| 1998                                                                 | 4,501                                        | 47,068                                       | 52,311                                       | -5,243                                       | 10.5                                         | 11.6                                         | -1.2                                         | 1,45                                         |
| 1999                                                                 | 4,554                                        | 45,179                                       | 51,593                                       | -6,414                                       | 9.9                                          | 11.3                                         | -1.4                                         | 1,38                                         |
| 2000                                                                 | 4,381                                        | 43,746                                       | 50,246                                       | -6,500                                       | 10.0                                         | 11.5                                         | -1.5                                         | 1,40                                         |
| 2001                                                                 | 4,437                                        | 40,993                                       | 49,552                                       | -8,559                                       | 9.2                                          | 11.2                                         | -1.9                                         | 1,38                                         |
| 2002                                                                 | 4,443                                        | 40,094                                       | 50,569                                       | -10,475                                      | 9.0                                          | 11.4                                         | -2.4                                         | 1,34                                         |
| 2003                                                                 | 4,442                                        | 39,668                                       | 52,575                                       | -12,907                                      | 8.9                                          | 11.8                                         | -2.9                                         | 1,33                                         |
| 2004                                                                 | 4,439                                        | 40,307                                       | 49,756                                       | -9,449                                       | 9.1                                          | 11.2                                         | -2.1                                         | 1,35                                         |
| 2005                                                                 | 4,442                                        | 42,492                                       | 51,790                                       | -9,298                                       | 9.6                                          | 11.7                                         | -2.1                                         | 1,42                                         |
| 2006                                                                 | 4,440                                        | 41,446                                       | 50,378                                       | -8,932                                       | 9.3                                          | 11.3                                         | -2.0                                         | 1,38                                         |
| 2007                                                                 | 4,438                                        | 41,910                                       | 52,367                                       | -10,457                                      | 9.4                                          | 11.8                                         | -2.4                                         | 1,40                                         |
| 2008                                                                 | 4,434                                        | 43,753                                       | 52,151                                       | -8,398                                       | 9.9                                          | 11.8                                         | -1.9                                         | 1,47                                         |
| 2009                                                                 | 4,431                                        | 44,577                                       | 52,414                                       | -7,837                                       | 10.1                                         | 11.8                                         | -1.7                                         | 1,50                                         |
| 2010                                                                 | 4,418                                        | 43,361                                       | 52,096                                       | -8,735                                       | 9.8                                          | 11.8                                         | -2.0                                         | 1,46                                         |
| 2011                                                                 | 4,281                                        | 41,197                                       | 51,019                                       | -9,822                                       | 9.6                                          | 11.9                                         | -2.3                                         | 1,41                                         |
| 2012                                                                 | 4,268                                        | 41,771                                       | 51,710                                       | -9,939                                       | 9.8                                          | 12.1                                         | -2.3                                         |                                              |
| 2013                                                                 | 4,254                                        | 39,939                                       | 50,386                                       | -10,447                                      | 9.4                                          | 11.8                                         | -2.4                                         |                                              |
| 2014                                                                 |                                              |                                              |                                              |                                              |                                              |                                              |                                              |                                              |
| مصادر: المعهد الوطني للدراسات الديموغرافية والمكتب الكرواتي للإحصاء. |                                              |                                              |                                              |                                              |                                              |                                              |                                              |                                              |

## المجموعات العرقية
العرقيات العشر الأكبر في كرواتيا (2021)
معظم سكان كرواتيا من الكروات بنسبة 90.42%، أما الأقلية الصربية فتمثل 4.36% من جملة السكان، أما البوسنيين والمجريين والإيطاليين والألبان والسلوفينيين والألمان والتشيك والغجر وغيرهم فيمثلون بنسبة 5.22%.
يعترف دستور جمهورية كرواتيا بـ22 أقلية، وهم: الصرب والتشيك والسلوفاك والطليان والمجريين واليهود والألمان والنمساويين والأوكرانيين والروسينيين والمقدونيين والبوشناق والسلوفينيين والمونتينيغريون والروس والبلغار والبولنديين والغجر والرومانيين والأتراك والفلاش والألبان.

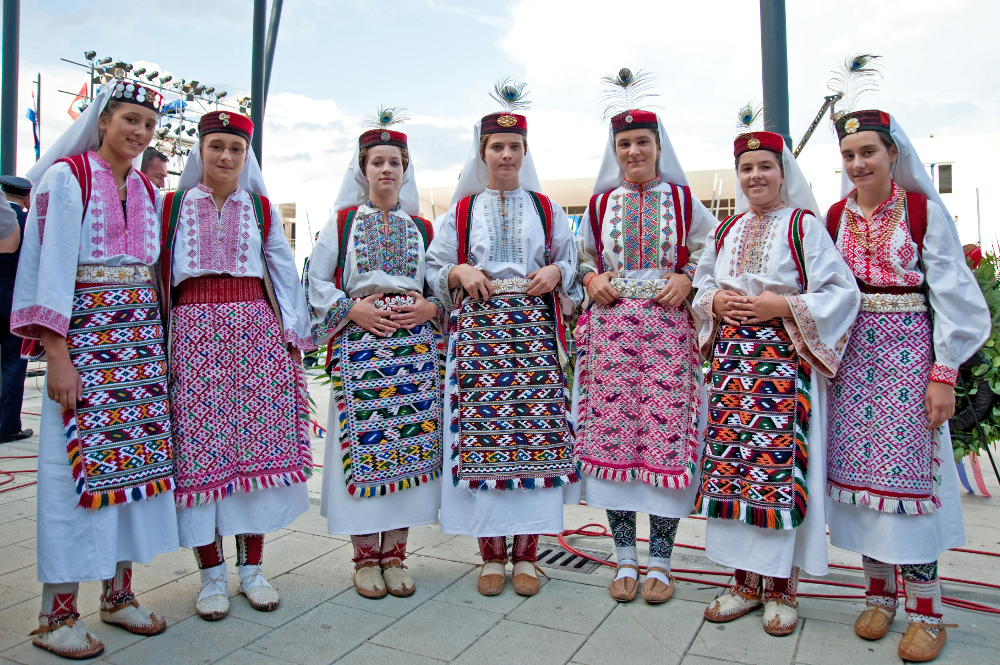
سيدات كروات بالزي التقليدي جنوب البلاد.
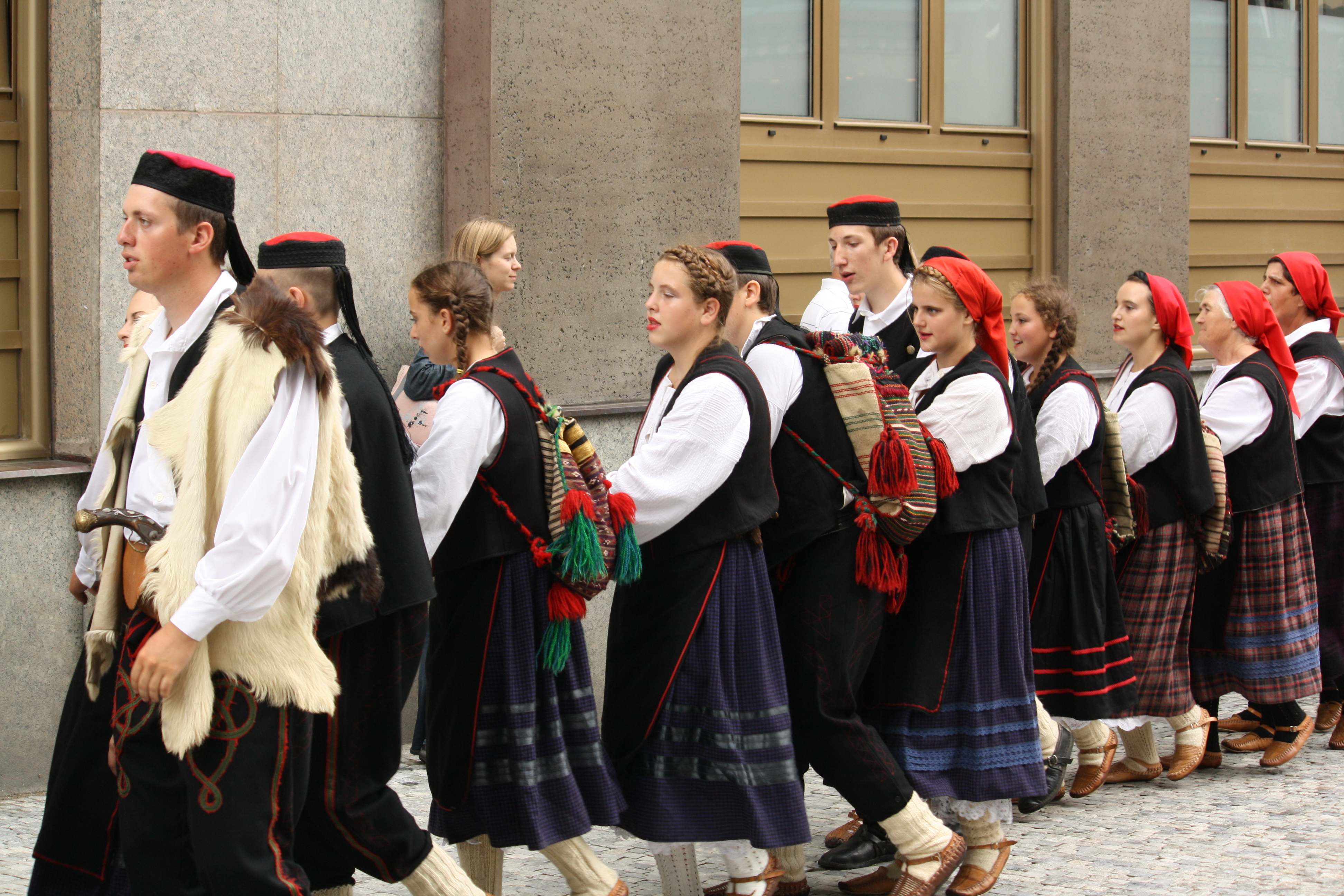
أشخاص من صرب كرواتيا بالزي التقليدي.

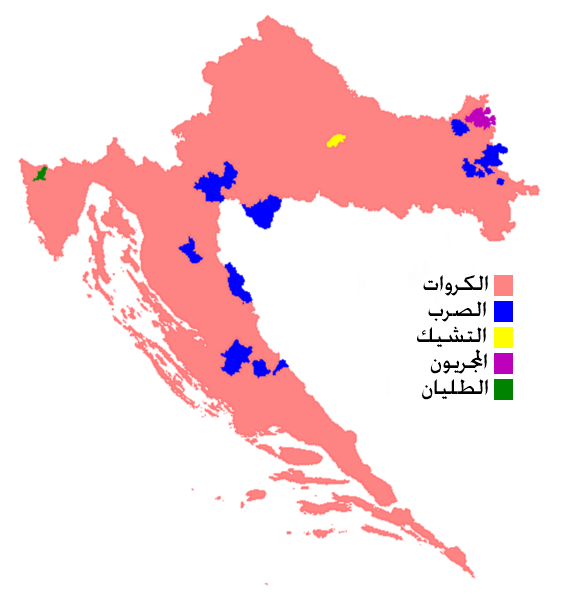
خريطة المجموعات العرقية الكبيرة في كرواتيا.

| العرقية / الطائفة | تعداد 1948 | تعداد 1948 | تعداد 1953 | تعداد 1953 | تعداد 1961 | تعداد 1961 | تعداد 1971 | تعداد 1971 | تعداد 1981 | تعداد 1981 | تعداد 1991 | تعداد 1991 | تعداد 2001 | تعداد 2001 | تعداد 2011 | تعداد 2011 | تعداد 2021 | تعداد 2021 |
| العرقية / الطائفة | العدد      | %          | العدد      | %          | العدد      | %          | العدد      | %          | العدد      | %          | العدد      | %          | العدد      | %          | العدد      | %          | العدد      | %          |
| --- | ---------- | ---------- | ---------- | ---------- | ---------- | ---------- | ---------- | ---------- | ---------- | ---------- | ---------- | ---------- | ---------- | ---------- | ---------- | ---------- | ---------- | ---------- |
| الكروات | 2,975,399  | 79.2       | 3,117,513  | 79.6       | 3,339,841  | 80.3       | 3,513,647  | 79.4       | 3,454,661  | 75.1       | 3,736,356  | 78.1       | 3,977,171  | 89.6       | 3,874,321  | 90.42      | 3,547,614  | 91.6       |
| الصرب | 543,795    | 14.5       | 588,411    | 15.0       | 624,985    | 15.0       | 626,789    | 14.2       | 531,502    | 11.6       | 581,663    | 12.2       | 201,631    | 4.5        | 186,633    | 4.36       | 123,892    | 3.2        |
| البوشناق | 1,077      | 0.0        | 16,185     | 0.4        | 3,113      | 0.1        | 18,457     | 0.4        | 23,740     | 0.5        | 43,459     | 0.9        | 20,755     | 0.5        | 31,479     | 0.73       | 24,131     | 0.6        |
| المسلمون | 1,077      | 0.0        | 16,185     | 0.4        | 3,113      | 0.1        | 18,457     | 0.4        | 23,740     | 0.5        | 43,459     | 0.9        | 19,677     | 0.4        | 7,558      | 0.17       |            |            |
| الطليان | 76,093     | 2.0        | 33,316     | 0.9        | 21,103     | 0.5        | 17,433     | 0.4        | 11,661     | 0.3        | 21,303     | 0.4        | 19,636     | 0.4        | 17,807     | 0.42       | 13,763     | 0.4        |
| الألبان | 635        | 0.0        | 1,001      | 0.0        | 2,126      | 0.1        | 4,175      | 0.1        | 6,006      | 0.1        | 12,032     | 0.3        | 15,082     | 0.3        | 17,513     | 0.41       | 13,817     | 0.4        |
| الغجر | 405        | 0.0        | 1,261      | 0.0        | 313        | 0.0        | 1,257      | 0.0        | 3,858      | 0.1        | 6,695      | 0.1        | 9,463      | 0.2        | 16,975     | 0.40       | 17,980     | 0.5        |
| المجريون | 51,399     | 1.4        | 47,711     | 1.2        | 42,347     | 1.0        | 35,488     | 0.8        | 25,439     | 0.6        | 22,355     | 0.5        | 16,595     | 0.4        | 14,048     | 0.33       | 10,315     | 0.3        |
| السلوفينيون | 38,734     | 1.0        | 43,010     | 1.1        | 39,101     | 0.9        | 32,497     | 0.7        | 25,136     | 0.5        | 22,376     | 0.5        | 13,173     | 0.3        | 10,517     | 0.25       | 7,729      | 0.2        |
| التشيك | 28,991     | 0.8        | 25,954     | 0.7        | 23,391     | 0.6        | 19,001     | 0.4        | 15,061     | 0.3        | 13,086     | 0.3        | 10,510     | 0.2        | 9,641      | 0.22       | 7,862      | 0.2        |
| المونتينيغريون | 2,871      | 0.1        | 5,128      | 0.1        | 7,465      | 0.2        | 9,706      | 0.2        | 9,818      | 0.2        | 9,724      | 0.2        | 4,926      | 0.1        | 4,517      | 0.1        | 3,127      | 0.1        |
| المقدونيون | 1,387      | 0.0        | 2,385      | 0.1        | 4,381      | 0.1        | 5,625      | 0.1        | 5,362      | 0.1        | 6,280      | 0.1        | 4,270      | 0.1        | 4,138      | 0.10       | 3,555      | 0.1        |
| اليوغوسلاف |            |            |            |            | 15,559     | 0.4        | 84,118     | 1.9        | 379,057    | 8.2        | 106,041    | 2.2        | 176        | 0.0        | 331        | 0.01       | 942        | 0.0        |
| آخرون/غير معلن | 36,021     | 1.0        | 36,942     | 0.9        | 35,971     | 0.9        | 58,028     | 1.3        | 110,168    | 2.4        | 246,354    | 5.1        | 124,3952   | 2.8        | 84,9913    | 1.98       | 98,0484    | 2.5        |
| المجموع | 3,756,807  | 3,756,807  | 3,918,817  | 3,918,817  | 4,159,696  | 4,159,696  | 4,426,221  | 4,426,221  | 4,601,469  | 4,601,469  | 4,784,265  | 4,784,265  | 4,437,460  | 4,437,460  | 4,284,889  | 4,284,889  | 3,871,833  | 3,871,833  |
| 1 المصدر: مكتب الإحصاء الكرواتي. 2 يشمل 247 من النمساويون (0.01%)، 331 من البلغار (0.01%)، 2,902 من الألمان (0.07%)، 576 من اليهود (0.01%)، 567 من البولنديين (0.01%)، 475 من الرومانيين (0.01%)، 906 من الروس 0.02%، 2,337 من الروثينيين (0.05%)، 4,712 من السلوفاك (0.11%)، 300 من الأتراك (0.01%)، 1,977 من الأوكرانيين (0.04%) و12 من الفلاش (0.00%). 3 بما في ذلك النمساويون 297 (0.01%)، البلغار 350 (0.01%)، الألمان 2965 (0.07%)، يهود 509 (0.01%)، بولنديون 672 (0.02%)، الرومانيون 435 (0.01%)، الروس 1279 (0.03%)، الروثينيون 1936 (0.05%)، السلوفاك 4753 (0.11%) الأتراك 367 (0.01%)، الأوكرانيون 1878 (0.04%)، الفلاش 29 (0.00%). 4 بما في ذلك النمساويون 365 (0.01%)، البلغار 262 (0.01%)، الألمان 3034 (0.08%)، يهود 410 (0.01%)، بولنديون 657 (0.02%)، الرومانيون 337 (0.01%)، الروس 1481 (0.04%)، الروثينيون 1343 (0.03%)، السلوفاك 3688 (0.10%) الأتراك 404 (0.01%)، الأوكرانيون 1905 (0.05%)، الفلاش 22 (0.00%).}} |            |            |            |            |            |            |            |            |            |            |            |            |            |            |            |            |            |            |

### الهجرات الكبرى

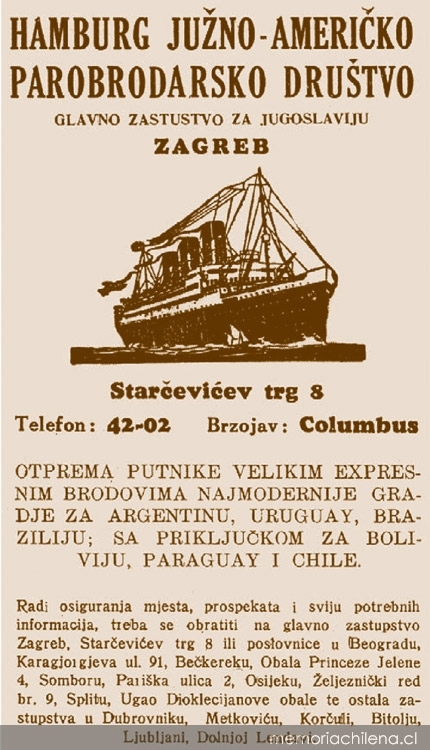
إعلان لخطوط شحن إلى أمريكا الجنوبية في ثلاثينيات القرن العشرين.

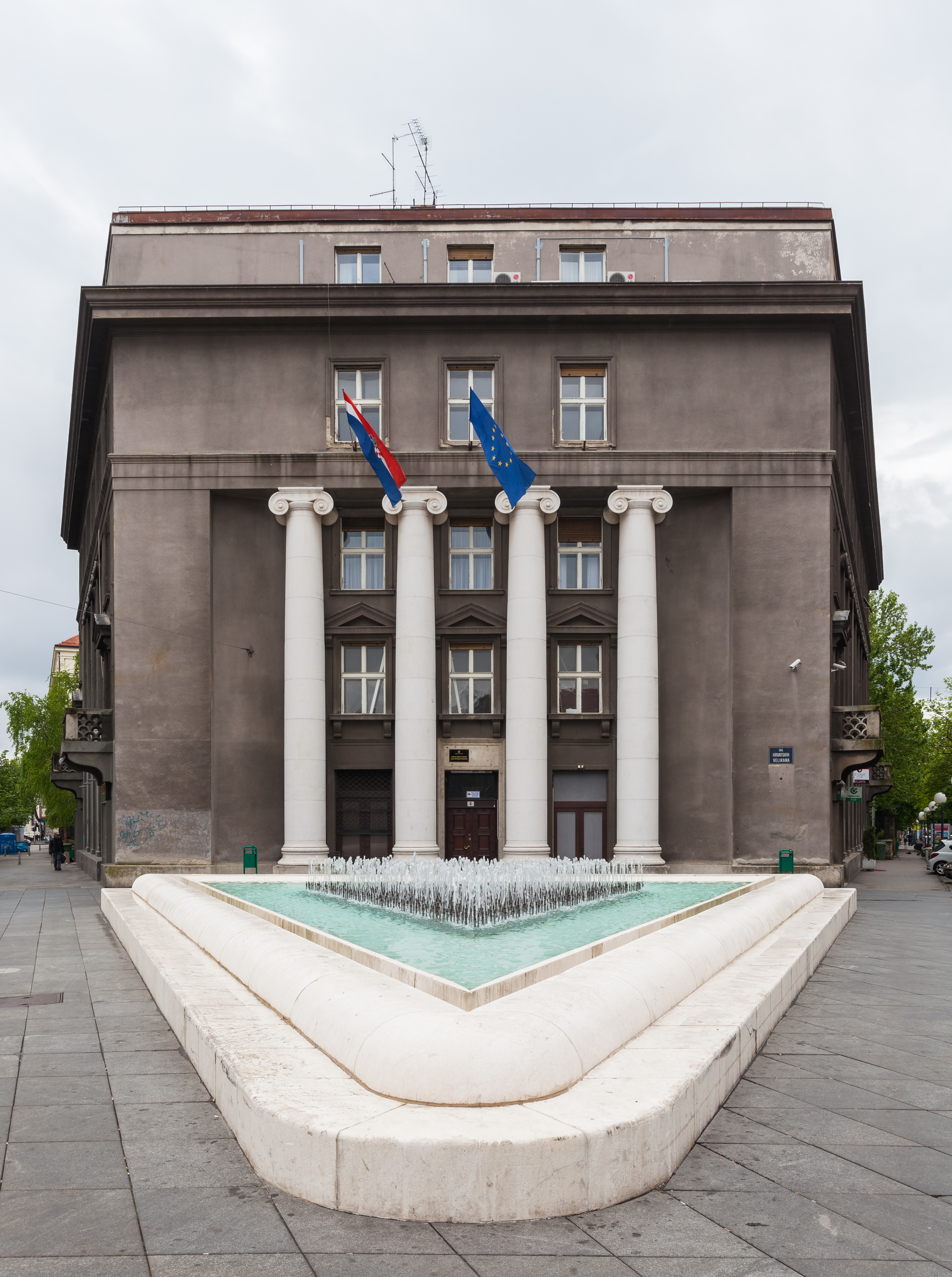
مكتب حكومي مختص بشؤون الكروات في الخارج بالعاصمة زغرب.

يتميز التاريخ الديموغرافي لكرواتيا بالهجرات كبيرة، بدءاً من وصول الكروات في منطقة البلقان. وفقاً لما كُتب في القرن العاشر للإمبراطور البيزنطي قسطنطين السابع؛ فقد وصل الكروات إلى البلقان في أوائل القرن السابع، ومع ذلك هذا الإدعاء مختلف عليه، فهناك فرضيات تؤرخ حدث وصولهم بين القرن السادس والقرن التاسع. بعد إنشاء اتحاد بين كرواتيا والمجر عام 1102، والانضمام لإمبراطورية هابسبورغ عام 1527، بدأ يتزايد عدد السكان الناطقين بالمجرية والألمانية في كرواتيا الحالية، مع الوقت ظهرت عمليات التمجير والألمنة والتي تفاوتت في حدتها على مر السنين؛ ولكنها استمرت حتى القرن العشرين. منذ بدء الفتوحات العثمانية في البلقان تشجع البعض على الهجرة جهة الغرب من الأرض التي يسكنها الكروات، فكروات بورغنلاند بالنمسا الآن هم أحفاد بعض هؤلاء المستوطنين. دعا كروات هابسبورغ السكان المسيحيين الأرثوذكس في البوسنة وصربيا للإقامة في كرواتيا ليحلوا محل الذين هربوا لتوفير الخدمة العسكرية في الحدود الكرواتية العسكرية، وقد كانت الهجرة الصربية في هذه المنطقة بلغت ذروتها في الفترة بين 1690 و1737-1739. كذلك حكمت جمهورية البندقية مناطق إستريا ودالماسيا، وبعد الحروب الخامسة والسابعة العثمانية البندقية حصل نمو تدريجي للسكان الناطقين بالإيطالية في تلك المناطق. وبعد انهيار الإمبراطورية النمساوية المجرية عام 1918، انخفض عدد السكان المجريين، وخاصةً في المناطق الواقعة شمال نهر درافا، رغم أنها كانت تمثل أغلبية السكان قبل الحرب العالمية الأولى.
الفترة ما بين 1890 والحرب العالمية الأولى تميزت بالهجرة الاقتصادية كبيرة من كرواتيا إلى الولايات المتحدة، وخاصة إلى مناطق بيتسبرغ وكليفلاند وشيكاغو. وإلى جانب الولايات المتحدة، وكانت الوجهة الرئيسية للمهاجرين أمريكا الجنوبية، وخاصةً الأرجنتين وتشيلي وبوليفيا وبيرو. ويقدر أن 500,000 كرواتي أقام بهذه البلاد خلال هذه الفترة. بعد الحرب العالمية الأولى، فإن التركيز الرئيسي من الهجرة تحول إلى كندا، حيث استقر حوالي 15,000 شخص قبل بداية الحرب العالمية الثانية. خلال الحرب العالمية الثانية والفترة التي تلت الحرب مباشرة، كانت هناك زيادة كبيرة بعدد السكان الناطقين بالألمانية، والألمان إما أجبروا أو اضطروا لمغادرة البلاد مما أدى لخفض عددهم في يوغوسلافيا من 500,000 نسمة الذين يعيشون كأقلية في الوقت الحاضر في أجزاء من كرواتيا وصربيا، إلى 62,000 سجلوا في تعداد عام 1953. وقد عان من مصير مماثل السكان الطليان في يوغوسلافيا الموجودين حالياً كأقلية في أجزاء من كرواتيا وسلوفينيا، وقد غادر 350,000 شخصاً إلى إيطاليا. خلال الأربعينات والخمسينات من القرن العشرين في يوغوسلافيا كان الألمان النازحين يعيشون في المناطق الجبلية في البوسنة والهرسك وصربيا والجبل الأسود، ويهاجرون إلى المدن الكبرى بدعوى تطوير الصناعة. في الستينات والسبعينات من نفس القرن، موجة أخرى من السكان المهاجرين لأسباب اقتصادية تركوا كرواتيا. انتقل معظمهم إلى كندا وأستراليا ونيوزيلندا ودول أوروبا الغربية. خلال هذه الفترة، هاجر حوالي 65,000 شخص إلى كندا، وبحلول منتصف السبعينات هاجر حوالي 150,000 كرواتي إلى أستراليا. توجد مجتمعات كبيرة للمهاجرين الأوروبية خاصة من الكروات في ألمانيا والنمسا وسويسرا، والذين استوطنوا بهذه البلاد نتيجة هجرات معظمهم في الستينات والسبعينات من القرن العشرين.
جاءت هجرات كبيرة الأخيرة نتيجة حرب الاستقلال الكرواتية في الفترة بين 1991 حتى 1995. في عام 1991، نزح أكثر من 400,000 من الكروات ومجموعات عرقية أخرى من غير الصرب بسبب القوات الصربية الكرواتية أو فروا من العنف في المناطق ذات الكثافة السكانية الصربية الكبيرة. وخلال الأيام الأخيرة من الحرب في عام 1995، فرّ بين 120,000  و200,000 من الصرب  من البلاد قبل وصول القوات الكرواتية أثناء عملية العاصفة. بعد عشر سنوات من الحرب، عاد من اللاجئين الصرب ما بين 117,000 من 300,000 من الذين نزحوا خلال الحرب كلها. معظم الصرب في كرواتيا الذين بقوا لم يعيشون في المناطق المحتلة خلال حرب الاستقلال الكرواتية. الصرب فقط عادوا جزئياً للمناطق التي استقروا في المناطق التي سكنوها سابقاً، ولكن بعض المناطق التي قطنها الصرب هدمت لاحقا من قبل اللاجئين الكروات من البوسنة والهرسك، معظمهم من جمهورية صرب البوسنة.
حدثت هجرات كبيرة بعد انضمام كرواتيا إلى الاتحاد الأوروبي، مع نمو مستمر منذ عام 2013، وأصبح السكان الذين يغادرون أصغر سناً وأكثر تعليماً.

### خصائص سكان البلاد في القرن العشرين
بالإضافة إلى الخسائر الديموغرافية من خلال الهجرات الكبيرة، عانت كرواتيا من خسائر سكانية كبيرة بسبب الحروب والأوبئة. في القرن العشرين فقط كان هناك العديد من هذه الأحداث. كان أولها خلال الحرب العالمية الأولى، عندما بلغت الخسارة من سكان كرواتيا إلى ما يقدر ب 190,000 نسمة، أو حوالي 5.5% من مجموع السكان المسجلين في تعداد عام 1910. كذلك تفشي وباء الأنفلونزا في كرواتيا في يوليو عام 1918، مع زيادة نسبة المرضى في شهري أكتوبر ونوفمبر. البيانات المتوفرة شحيحة عن هذا الأمر؛ ولكن يقدر أن الوباء تسبب في وفاة من 15,000 إلى 20,000 نسمة على الأقل. خلال الحرب العالمية الثانية، توفي ما يقرب من 195,000 شخص في الأراضي التابعة لكرواتيا في الوقت الحاضر. وأعقب استسلام القوات المسلحة الكرواتية المستقلة والمدنيين المرافقين لقوات الجيش البريطاني في نهاية الحرب العالمية الثانية تلتها الأحداث اللاحقة وكانت العودة إلى الوطن والتي أصبحت تعرف باسم مأساة بليبورغ؛ وفيها أعدم عدد كبير من الناس، ولكن يوجد خلاف حول العدد الدقيق الذي تراوح بين 12,000 و15,000 وقد تصل إلى 80,000 نسمة قتلوا في مايو عام 1945. وأخيراً، ما يقرب من 20,000 قتلوا أو فقدوا خلال حرب الاستقلال الكرواتية من 1991 حتى 1995، وذلك على حسب ما تم تسجيلهم في تعداد 1991 ويعيشون في كرواتيا.

## احصاءات ديموغرافية متنوعة

الكثافة السكانية في كرواتيا عام 2011 (لكل 1 كم^{2}).

الإحصاءات الديموغرافية وفقاً لمجلة سكان العالم:
- تحدث ولادة واحدة كل 14 دقيقة.
- تحدث وفاة واحدة كل 10 دقائق.
- صافي خسارة شخص واحد كل 22 دقيقة.
- مهاجر واحد صافي كل 72 دقيقة.

إحصاءات ديموغرافية من كتاب حقائق العالم:

الهرم السكاني لكرواتيا عام 2017.

- عدد السكان:

4,270,480 (تقديرات يوليو 2018).
- الهيكل العمري:

"0-14 سنة:" 14.21٪ (ذكور 312805 / إناث 293931).
15-24 سنة: 11.09٪ (ذكور 242605 / إناث 230853).
"25-54 سنة:" 40.15٪ (ذكور 858025 / إناث 856455).
55-64 سنة: 14.65٪ (ذكور 304054 / إناث 321543).
65 سنة فأكثر: 19.91٪ (ذكور 342025 / إناث 508184) (تقديرات 2018).
- منتصف العمر:

المجموع: 43.3 سنة. مقارنة بدول العالم: 20.
ذكور: 41.4 سنة.
الإناث: 45.3 سنة (تقديرات 2018).
- معدل المواليد:

8.8 مواليد / 1000 نسمة (تقديرات 2018) مقارنة بدول العالم: المرتبة 208.
- معدل الوفيات:

12.4 حالة وفاة / 1000 من السكان (تقديرات 2018) مقارنة بدول العالم: المرتبة 16.
- معدل الخصوبة الكلي:

1.41 مولود / امرأة (تقديرات 2018) مقارنة بدول العالم: 212.
- معدل صافي الهجرة:

-1.4 مهاجر (مهاجرون) / 1000 نسمة (تقديرات 2018) مقارنة بدول العالم: المرتبة 150.
التكوين العرقي لكرواتيا عام 1953.
- معدل النمو السكاني:

-0.51٪ (تقديرات 2018) مقارنة بدول العالم: 221.
- متوسط عمر الأم عند الولادة الأولى:

28 عاماً (تقديرات 2014)
- مدة الحياة المتوقعة عند الولادة:

إجمالي عدد السكان: 76.3 سنة (تقديرات 2018) مقارنة بدول العالم: المرتبة 87.
ذكور: 73.2 سنة (تقديرات 2018).
أناث: 79.6 سنة (تقديرات 2018).
- جماعات عرقية:

الكروات 90.4٪ ، الصرب 4.4٪ ، عرقيات أخرى 4.4٪ (بما في ذلك البوسنيون، المجريون، السلوفينيون، التشيك، والروما)، وعرقيات غير محددة 0.8٪ (تقديرات 2011).
- اللغات:

كرواتية (لغة رسمية) 95.6٪، صربية 1.2٪، 3٪ لغات أخرى (بما في ذلك المجرية والتشيكية والسلوفاكية والألبانية)، غير محدد 0.2٪ (تقديرات 2011).
- الأديان:

الروم الكاثوليك 86.3٪، الأرثوذكس 4.4٪، المسلمون 1.5٪، الآخرون 1.5٪، غير محدد الدين 2.5٪، غير متدينين أو ملحدين 3.8٪ (تقديرات 2011).

## اللغات

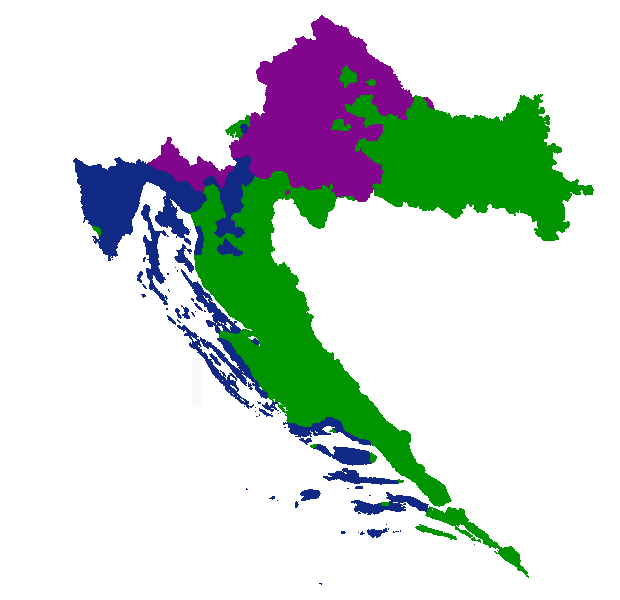
توزيع لهجات اللغة الكرواتية في كرواتيا:
شتوكافسكي
تشاكافسكي
كايكافشتشينا

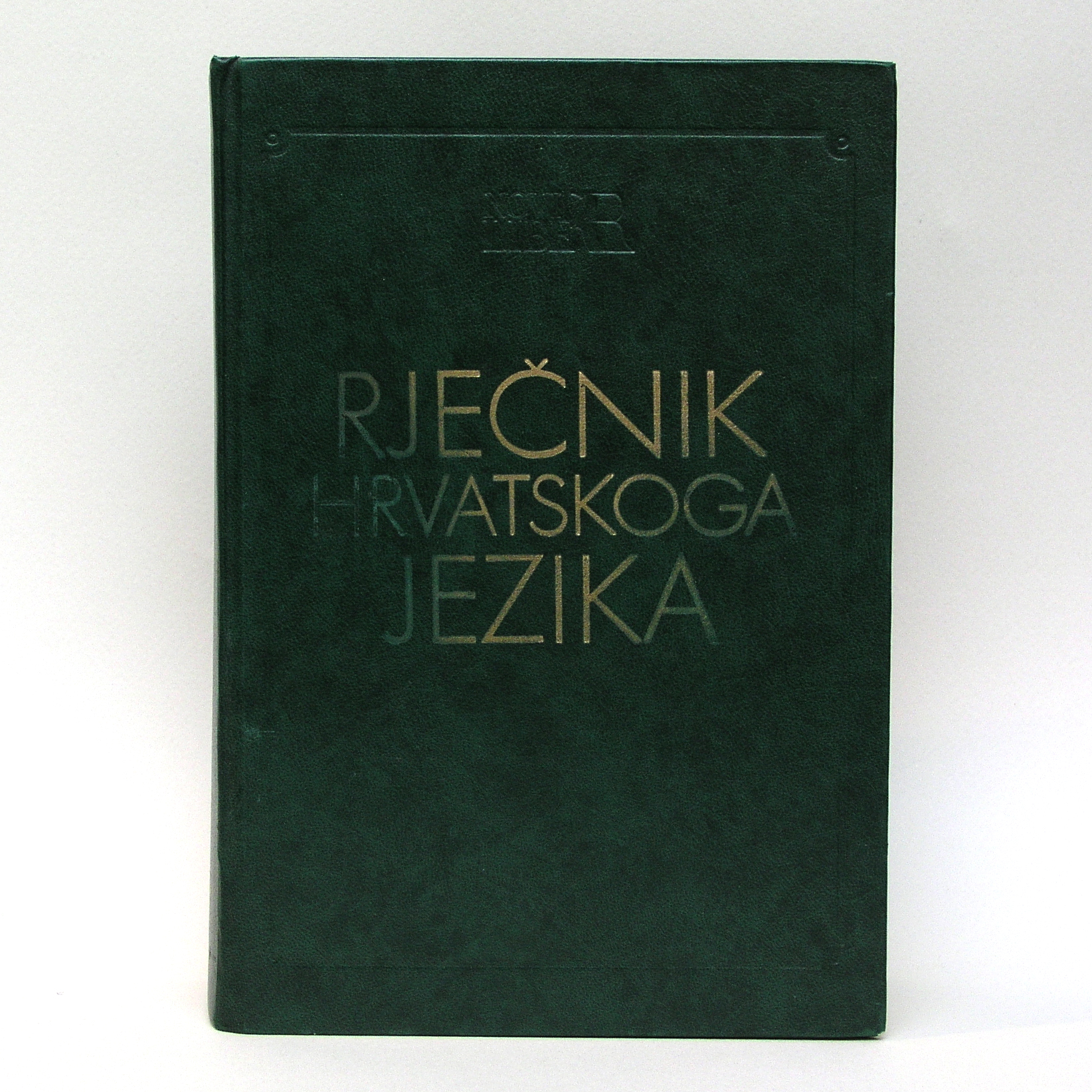
قاموس كرواتي نشره فلاديمير أنيتش عام 1991.

اللغة الكرواتية هي اللغة الرسمية في كرواتيا، وواحدة من 24 لغة رسمية في الاتحاد الأوروبي منذ عام 2013. كذلك تعترف الحكومة بلغات الأقليات في حدود الاستعمال الرسمي في وحدات الحكومة المحلية؛ حيث أن أكثر من ثلث السكان يعدون من مواطني الأقليات، أو بحسب التشريع المحلي في كيفية استخدامها. ولغات الأقليات هي: التشيكية والمجرية والإيطالية والروسينية والصربية والسلوفاكية. وفقاً لتعداد عام 2011، فإن 95.60% من مواطني كرواتيا ذكروا أن الكرواتية لغتهم الأم، بجانب 1.23% أعلنوا الصربية لغتهم الأم، في حين أن كل لغة أخرى لم يتعدى متكلميها كلغة أم أكثر من 0.5% من جملة سكان كرواتيا.
كانت اللاتينية لغة رسمية للحكومة الكرواتية حتى عام 1847 عندما استبدلت بالكرواتية. والكرواتية لغة سلافية جنوبية، ويشتق معظم المفردات الكرواتية السلافية من عائلة اللغات الهندوأوروبية. وتكتب الكرواتية بالأبجدية اللاتينية، ولها ثلاث لهجات رئيسية: لهجة شتوكافسكي وهي تعد الكرواتية القياسية، ولهجات تشاكافسكي وكايكافشتشينا تتميز بها المعاجم والقواميس وعلم الأصوات وبناء الجملة.
في منطقة دالماتيا، تحدثت كل مدينة تاريخياً نوعاً مختلفاً من اللغة الدلماتية. تطورت اللغة من اللاتينية مثل جميع اللغات الرومانسية، لكنها تأثرت بشدة باللغتين البندقية والكرواتية. توقفت اللغة عن الاستخدام في المنطقة بحلول القرن السادس عشر، وانقرضت تماماً عندما توفي آخر متحدث بها عام 1898.
من عام 1961 حتى عام 1991 كانت اللغة الرسمية هي الصربية الكرواتية. المتغيرات بين الكرواتية والصربية لم يكن معترف بها رسمياً في ذلك الوقت، ولكن كان يُشار لكن منها إلى الصربية الكرواتية الشرقية في صربيا والصربية الكرواتية الغربية أي في كرواتيا، فقد كانت الحروف الهجائية أيضاً مختلفة، فالكرواتية تكتب بالحروف اللاتينية والصربية تكتب بالحروف السيريلية. كذلك تأثرت الكرواتية كثيراً بتأثيرات أجنبية، كما كانت اللغة عرضة للتطور والتغيّر خصوصاً من قِبل حتم كرواتيا في الماضي وتأثرها باللغات الألمانية النمساوية. لاحقاً تم تغيير الكلمات المجرية والإيطالية والتركية وغيرت إلى كلمات السلافية. كذلك كانت الجهود المبذولة في السابق لفرض سياسات لتغيير الكرواتية وضمها للصربية لتصبح الصربية الكرواتية أو السلافية الجنوبية لاقت مقاومة من الكروات لتهديدها النقاء اللغوي الكرواتي.
وكشف مسح دراسي عام 2009 أن 78% من الكروات يدّعون معرفة لغة أجنبية واحدة على الأقل. ووفقاً لمسح دراسي بتكليف من المفوضية الأوروبية في عام 2005، أفاد أن 49% من الكروات يتحدثون الإنجليزية كلغة ثانية، و34% يتحدثون الألمانية، و14% يتحدثون الإيطالية. ويتحدث الفرنسية والروسية بنسبة 4% لكل منهما، و2% من الكروات يتكلمون الإسبانية كذلك. وهناك نسبة كبيرة من السلوفينيين (59%) لديهم معرفة باللغة الكرواتية.

## الأديان
الدين في كرواتيا (2021) 

النسبة المئوية لسكان كرواتيا الذين يؤيدون وجود الدين بدلاً من الإلحاد بحسب المقاطعات (إحصاء 2011).

الأديان الرئيسية في كرواتيا هي الرومانية الكاثوليكية بنسبة 86.28% من جملة السكان، بينما أتباع الكنائس الأرثوذكسية الشرقية يمثلون 4.44%، وأتباع الطوائف المسيحية البروتستانتية يمثلون 0.34%، و0.30% من جملة السكان من أتباع طوائف مسيحية أخرى. أما المسلمون فيشكلون 1.47% من جملة السكان. وبحسب استطلاع يوروستات يوروباروميتر عام 2005؛ ظهر أن 67% من سكان كرواتيا يعتقدون بوجود الله، وقال 7% أنهم لا يؤمنون بالله بأي شكل من الأشكال، في حين أعرب 25% عن إيمانهم بوجود خالق للحياة أو نوع من الروح خالق للكون. وفي استطلاع مؤسسة غالوب عام 2009، أجاب 70% بالإيجاب عندما سُئل «هل الدين جزء مهم من حياتك اليومية؟» أشار استطلاع مؤسسة غالوب في البلقان عام 2008 إلى المنظمات الدينية والمؤسسات الأكثر ثقة في البلاد، وكشف الاستطلاع أن 62% من المستطلعين اختيارهم لـ «ثقة كبيرة» أو «بعض» الثقة لتلك المؤسسات، لتحتل مرتبتهم لهم قبل جميع أنواع المؤسسات الحكومية والدولية أو غير الحكومية.
المدارس الحكومية تسمح بالتعليم الديني، وذلك بالتعاون مع الجماعات الدينية التي لديها اتفاقات مع الحكومة الكرواتية، ولكن الحضور ليس إجبارياً على الطلاب. ويتم تنظيم الصفوف على نطاق واسع في مدارس التعليم الأساسي والثانوية. في عام 2009، حضر 92% من تلاميذ مدارس التعليم الأساسي و87% من طلاب المدارس الثانوية في فصول التعليم الديني.
تشمل العطل الرسمية في كرواتيا أيضاً الاحتفالات الدينية، مثل:
- عيد الغطاس.
- عيد الفصح.
- عيد كوربوس كريستي.
- عيد انتقال السيدة العذراء.
- عيد جميع القديسين.
- عيد الميلاد.

تستند العطلات الرسمية على الاحتفالات الدينية السنوية الكاثوليكية، ولكن مواطني جمهورية كرواتيا الحق في الاحتفال بالأعياد الدينية المختلفة، وكذلك حقهم على عدم العمل خلال أعيادهم. وهذا يشمل المسيحيين الذين يحتفلون بعيد الميلاد يوم 7 يناير حسب التقويم اليولياني، والمسلمين خلال عيد الفطر وعيد الأضحى، واليهود في عيد رأس السنة العبرية ويوم الغفران.
بخصوص الزواج فللطوائف الدينية الحق في إتمام مراسم الزواج باعتراف من الحكومة رسمياً، مما يلغي الحاجة لتسجيل عقود الزواج في مكاتب التسجيل الحكومية.
لكل مجتمع ديني وضع قانوني وتشريعات خاصة؛ وتحديداً بشأن التمويل الحكومي والمزايا الضريبية والتعليم الديني في المدارس. يتم ترك الأمور الأخرى إلى كل المؤسسات الدينية للتفاوض بشكل منفصل مع الحكومة. تسجيل الجماعات أو المؤسسات الدينية ليس إلزامياً في كرواتيا، ولكن الجماعات المسجلة تصبح شخصيات اعتبارية ويُفرض عليها الضرائب وغير ذلك. وينص القانون على أن الجماعة الدينية تكون مؤهلة للتسجيل عندما لا يقل عدد أتباعها عن 500 فرد، وتكون مسجلة كجمعية أهلية لمدة 5 سنوات، ويتوجب على الجماعات الدينية الموجودة في الخارج إحضار إذن خطي من البلد الأم يقدم للحكومة للتسجيل.

## التعليم

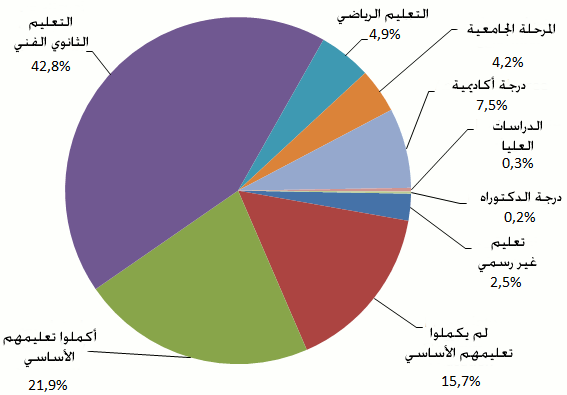
إحصاءات السكان بحسب حالة التعليم في كرواتيا عام 2001.

نسبة محو الأمية في كرواتيا 98.1% من جملة السكان. أفاد تعداد عام 2001 أن 15.7% من السكان فوق سن 14 سنة لم يكملوا تعليمهم الأساسي، و21.9% أكملوا تعليمهم الأساسي فقط، في حين 42.8% من السكان فوق سن 14 سنة درسوا في التعليم الفني و4.9% تلقوا تعليماً رياضياً. وبالنسبة للتعليم العالي فقد حصل 4.2% من السكان على شهادة البكالوريوس، في حين أن 7.5% حصلوا على درجة أكاديمية، وحصل 0.5% على درجات علمية في الدراسات العليا أو درجة الدكتوراه. سجلت كرواتيا نمواً كبيراً في السكان الذين حصلوا درجة أكاديمية بحلول عام 2008 مقارنة بالسابق، قدرت هذه الشريحة بـ 16.7% من مجموع السكان في سن 15 سنة وما فوق. في دراسة عالمية حول جودة المعيشة في مختلف البلدان التي نشرتها مجلة نيوزويك في أغسطس عام 2010؛ وضع نظام التعليم الكرواتي في المرتبة 22 مساوية بذلك النمسا في الترتيب. وفي عام 2004، أشارت التقديرات إلى أن 4.5% من الناتج المحلي الإجمالي للبلاد يُنفق على التعليم، في حين قدرت فترة الدراسة المتوقع إلى 14 عاماً في المتوسط. يبدأ التعليم الأساسي في كرواتيا في سن 6 أو 7 سنوات، ويتكون من ثماني صفوف، وهو إلزامي. في عام 2007 صدر قانون لزيادة سن التعليم الإلزامي المجاني ليكون حتى 18 سنة من العمر. اعتباراً من عام 2010، بلغ عدد مدارس التعليم الأساسي في كرواتيا 2,131 مدرسة، بجانب و713 مدرسة توفر مختلف أشكال التعليم الثانوي. التعليم الأساسي والثانوي يتوفران أيضاً في لغات الأقليات المعترف بها في كرواتيا، حيث تدرس مناهج باللغة التشيكية واللغات المجرية والإيطالية والصربية والألمانية.

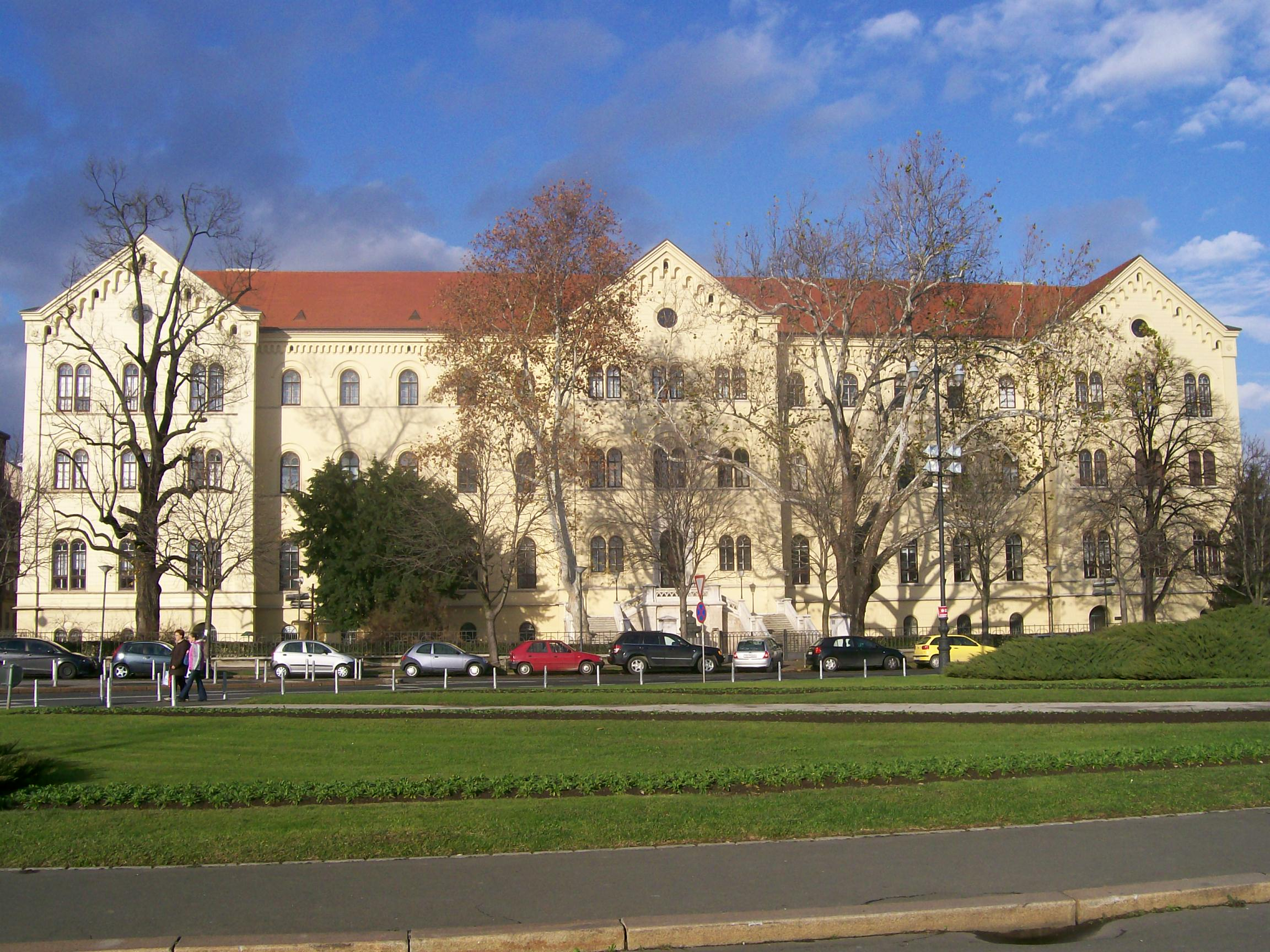
جامعة زغرب.

هناك 84 مستوى ابتدائي و47 مستوى الموسيقى والفن على مستوى المدارس الثانوية، وكذلك 92 مدرسة للأطفال والشباب ذوي الاحتياجات الخاصة و74 مدرسة للبالغين. سمح بالامتحانات خارج البلاد لطلاب التعليم الثانوي في العام الدراسي 2009 - 2010. وهي تتألف من ثلاث مواد الإجبارية: اللغة الكرواتية والرياضيات بجانب لغة الأجنبية، مع مواد اختيارية وشرط أساسي للالتحاق بالتعليم الجامعي.
في كرواتيا ثماني جامعات: جامعة زغرب وجامعة سبليت وجامعة رييكا وجامعة أوسييك وجامعة زادار وجامعة دوبروفنيك وجامعة بولا وجامعة دوبروفنيك الدولية. أول جامعة في كرواتيا تأسست عام 1396 وظلت نشطة حتى عام 1807، عندما حل محلها تولت مؤسسات التعليم العالي الحديثة. أعيد فتح جامعة زغرب عام 2002  والتي تأسست عام 1669، هي أقدم جامعة مستمرة في العمل في جنوب شرق أوروبا. بكرواتيا 11 معهداً فنياً و23 مؤسسة تختص بالتعليم العالي؛ منهم 19 مؤسسة خاصة غير مملوكة للحكومة. إجمالياً هناك 132 مؤسسة تعليم عالي في كرواتيا، يدرس بهم أكثر من 145 ألف طالب وطالبة.
يعمل في كرواتيا حوالي 205 شركة ومؤسسة حكومية المنظمات غير الربحية المختصة بالبحث العلمي وتطوير التكنولوجيا. بجانب ذلك فقد أنفقت هذه المؤسسات أكثر 3 مليارات كونا كرواتية (حوالي 400 مليون يورو) ويعمل بها 10,191 موظف بدوام كامل وذلك عام 2008. ومن بين المعاهد العلمية العاملة في كرواتيا معهد رودر بوسكوفيتش في زغرب. والأكاديمية الكرواتية للعلوم والفنون في زغرب بهدف تعزيز اللغة والثقافة والفنون والآداب ووالعلوم في المجتمع منذ إنشائها في عام عام 1866، وهي تضم علماء كرواتيا والمخترعين الحائزين على جائزة نوبل.

## الصحة

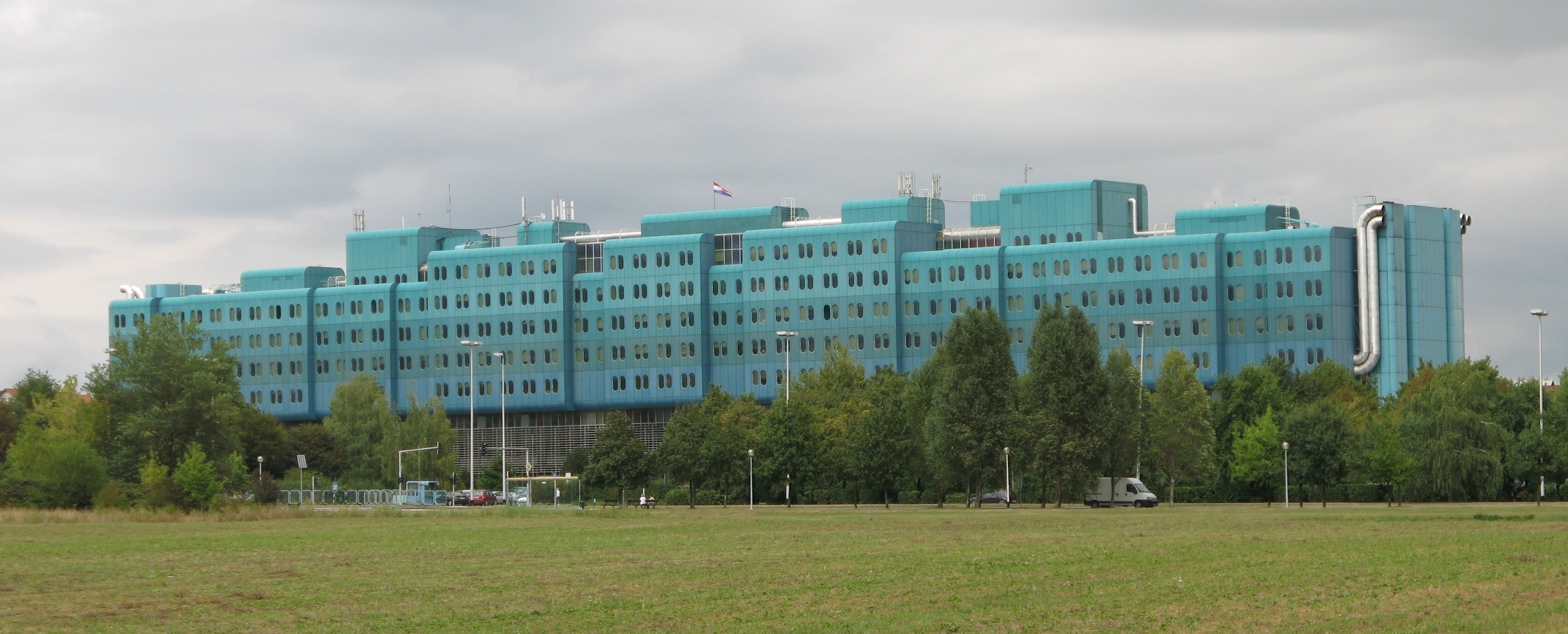
مستشفى دوبرافا في زغرب.

كرواتيا لديها نظام رعاية صحيّة شامل، جذور هذا النظام ترجع إلى قانون البرلمان المجري الكرواتي عام 1891، وبذلك يتوفر شكل من أشكال التأمين الإلزامي لجميع عمال المصانع والحرفيين. يتم تغطية السكان من قبل نظام الرعاية الصحية الأساسية ضمن خطة التأمين التي يقدمها النظام الأساسي والتأمين الاختياري. في عام 2009، بلغت النفقات المتعلقة بالرعاية الصحية السنوية 20.6 مليار كونا (20.6 مليار يورو). تشمل النفقات الصحية 0.6% فقط من التأمين الصحي الخاص والإنفاق العام. وفي عام 2010، أنفقت كرواتيا 6.9% من ناتجها المحلي الإجمالي على الرعاية الصحية، وهو ما يمثل انخفاض بحوالي 8% عن عام 2008، بينما جاء 84% من الإنفاق على الرعاية الصحية من مصادر عامة. ووفقاً لمنظمة الصحة العالمية، كرواتيا تحتل المرتبة 50 بالنسبة لدول العالم من حيث متوسط العمر المتوقع.
هناك المئات من مؤسسات الرعاية الصحية في كرواتيا، بما في ذلك 79 مستشفى وعيادة و23,967 سرير. المستشفيات والعيادات تشمل الرعاية لأكثر من 700 ألف مريض سنوياً، وتوظف 5,205 من الأطباء؛ بما في ذلك 3,929 المتخصصين. بجانب ذلك، بكرواتيا 6,379 عيادة خاصة، وما مجموعه 41,271 من العاملين في مجال الصحة في البلاد. كما يبلغ عدد وحدات الخدمات الطبية الطارئة 63 وحدة.
مرض القلب والأوعية الدموية كان يعد السبب الرئيسي للوفاة في كرواتيا عام 2008، حيث بلغت النسبة في الذكور 43.5% و57.2% للإناث، تليها أمراض الأورام بنسبة 29.4% للذكور و21.4% للإناث. الإصابات تعد من الأسباب الرئيسية الأخرى للوفاة، كذلك حالات التسمم والأسباب الخارجية الأخرى (7.7% من الذكور و3.9% من الإناث، وأمراض الجهاز الهضمي (5.7% من الذكور و3.6% من الإناث، وأمراض الجهاز التنفسي (5.1% من الذكور و3.5% من الإناث) والغدد الصماء والأمراض الغذائية (2.1% من الذكور و3.0% من الإناث). في عام 2009 أصيب 13 كرواتي بفيروس نقص المناعة البشرية (الإيدز) بجانب 6 أشخاص ماتوا من نفس المرض. وفي عام 2008 قدرت منظمة الصحة العالمية أن 27.4% من الكروات فوق سن 15 عاماً هم من المدخنين. ووفقاً لمنظمة الصحة العالمية بحسب بيانات 2003 أن 22% من السكان البالغين يعانون من السمنة المفرطة.

متوسط العمر المتوقع في كرواتيا منذ عام 1950.

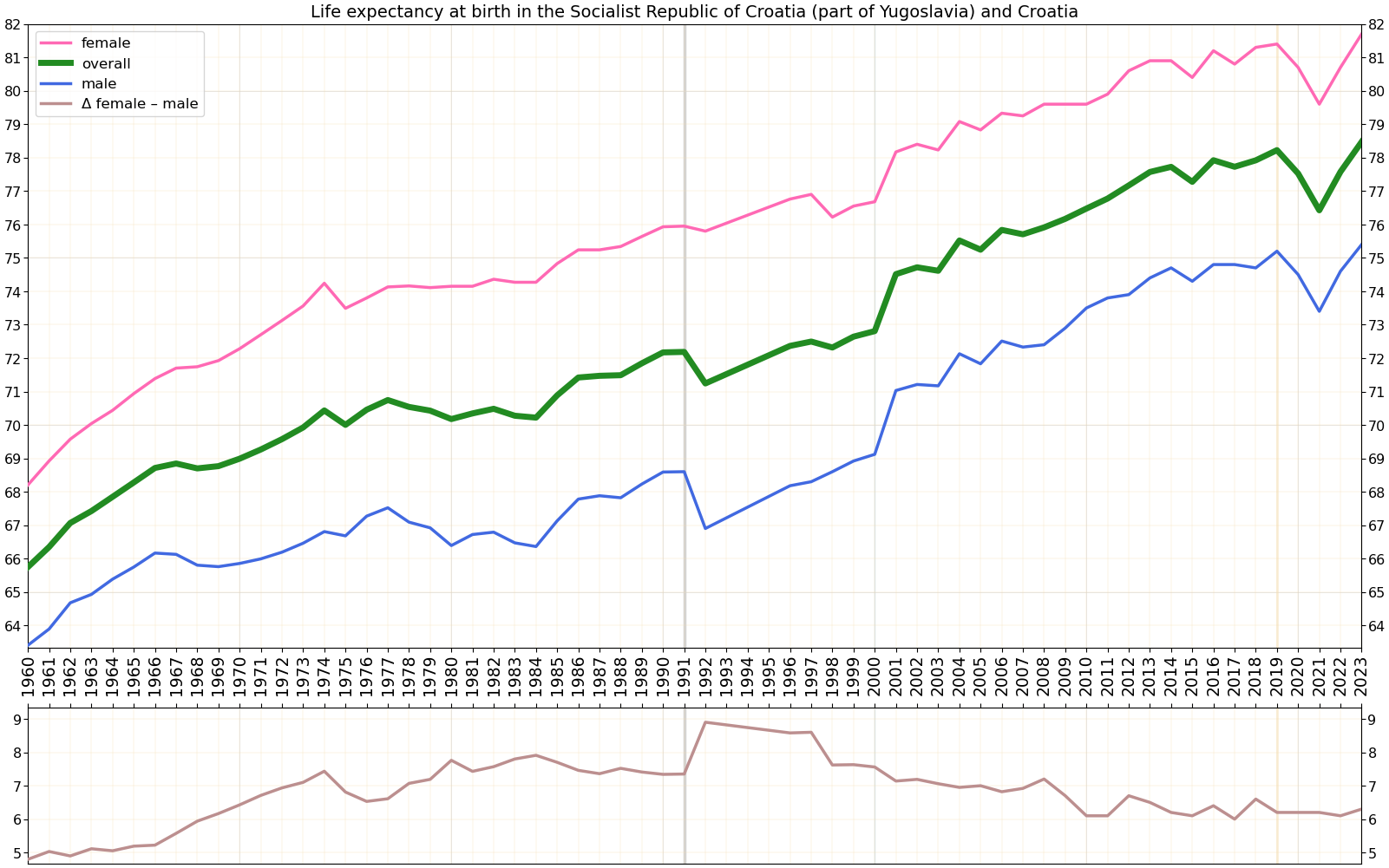
متوسط العمر المتوقع في كرواتيا منذ عام 1960 حسب الجنس

| الفترة    | متوسط العمر المتوقع |
| --------- | ------------------- |
| 1950–1955 | 61.26               |
| 1955–1960 | ▲ 63.64             |
| 1960–1965 | ▲ 65.72             |
| 1965–1970 | ▲ 67.46             |
| 1970–1975 | ▲ 69.02             |
| 1975–1980 | ▲ 69.90             |
| 1980–1985 | ▲ 70.59             |
| 1985–1990 | ▲ 71.88             |
| 1990–1995 | ▲ 72.81             |
| 1995–2000 | ▲ 74.58             |
| 2000–2005 | ▲ 74.94             |
| 2005–2010 | ▲ 76.09             |
| 2010–2015 | ▲ 77.05             |

## المؤشرات الاقتصادية

### المعيشة
صافي الدخل الشهري في سبتمبر 2011 بلغ في المتوسط متوسط حوالي 5,397 كونا (729 يورو) للفرد الواحد، وتقل 2.1% مقارنة بالشهر السابق أغسطس 2011. في الشهر نفسه، بلغ متوسط الدخل الشهري الإجمالي 7,740 كونا (1046 يورو)، ويشمل المرتب الصافي مع ضريبة الدخل والتأمين عند التقاعد والتأمين والرعاية الصحية والسلامة المهنية والتأمين الصحي والضرائب وتعزيز فرص العمل. نما متوسط صافي الدخل الشهري 5,311 كونا (717 يورو) في عام 2009 أو 3,326 كونا (449 يورو) عام 2000، وذلك بمقارنة عام 2011. وقد دفعت أعلى صافي المرتبات في قطاع الخدمات المالية في أبريل 2011 حوالي 10,041 كونا (1,356 يورو) في المتوسط، بينما سجل أدنى صافي مرتبات دفعت في الشهر نفسه؛ وكان ذلك في قطاع تصنيع وتجهيز الجلود بمتوسط 2,811 في كونا (380 يورو). ومنذ يونيو 2011 والحد الأدنى للأجور في كرواتيا هو 2,814 كونا (380 يورو) شهرياً. زادت سنة 2016 إلى 3120 كونا دون إضافة الضريبة، أي ما يُعادل 400 يورو تقريباً.
سجل عدد العاملين نمو مطرد بين عامي 2000 و2008 عندما بلغت ذروتها، تليها انخفاض 4% في عام 2009. تلك السنة، كان هناك حوالي 1.499 مليون عامل، 45% منهم من الإناث. ويشمل العدد الإجمالي للعاملين 252,000 نسمة يعملون في الحرف والمهنيين العاملين لحسابهم الخاص و35,000 نسمة يعملون في قطاع الزراعة. أهم مصادر التوظيف في عام 2008 كانت الصناعة والتجارة الجملة والتجزئة (بما في ذلك خدمات إصلاح المركبات ذات المحركات) وتوظف هذه المهن 278,640 و243,640 موظف وعامل في مجالي الصناعة والتجارة على الترتيب. كذلك مجال صناعة البناء والتشييد يضم 143,336 فرصة عمل عام 2008، وفي نفس العام تم توظيف أكثر من 100,000 في الإدارة العامة والدفاع وقطاع التأمين الاجتماعي الإلزامي وكذلك في التعليم. منذ عام 2009، استمرت الاتجاهات السلبية في كرواتيا تجاه هذه الوظائف في تراجع هذه الصناعة بنسبة 3.5% أقل. عدد العاطلين عن العمل والمتقاعدين مجتمعين تجاوز عدد العاملين في أغسطس 2010، حيث انخفض إلى 1.474 مليون. في عام 2009، أصبحت قوة العمل تتألف من 1.765 نسمة من جملة السكان في سن العمل الذين تتراوح أعمارهم بين 15 وأكثر وهم إجمالاً 3.7 مليون في سن العمل. في أكتوبر 2011، وبلغ معدل البطالة 17.4% في البلاد. 7.2% من العاملين يعملون بوظيفة ثانية.
في المقارنة مع الدول الأعضاء في الاتحاد الأوروبي، متوسط دخل الأسرة الكرواتية من حيث تعادل القوة الشرائية بلغ 470، وبذلك تحتل مرتبة متوسطة بالنسبة للدول العشر التي انضمت إلى الاتحاد الأوروبي عام 2004، بجانب كل من رومانيا وبلغاريا، بينما هي متراجعة كثيراً عن المتوسط في الاتحاد الأوروبي. داخل كرواتيا، سُجل أعلى تعادل للقوة الشرائية في مقاطعة إستريا (769)، ومدينة زغرب (640) ومقاطعة بريموريه-غورسكي كوتار (576). لوحظ أدنى تعادل للقوة الشرائية في مقاطعة بيلوفار-بيلوغورا ومقاطعة فيروفيتيكا-بودرافينا (267 لكل منهما).

### الإسكان

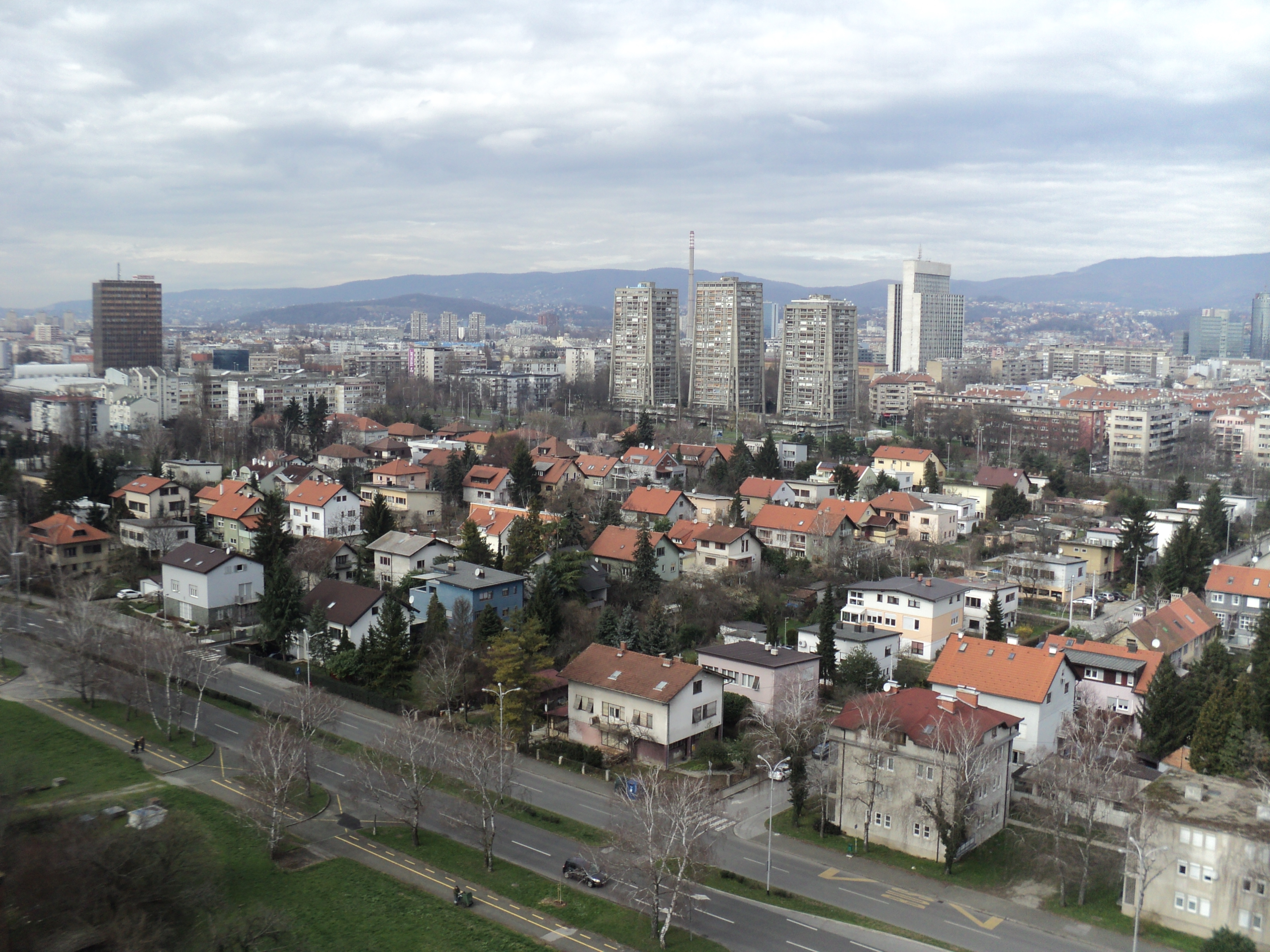
وحدات سكنية في زغرب.

سجل تعداد 2011 ما مجموعه 1,534,148 منزل خاص في كرواتيا وكذلك 1,487 مجتمع سكني آخر مثل دور المسنين والأديرة، كانت سُجل عدد المنازل والشقق بـ 1,923,522 وحدة سكنية دائمة. سجل تعداد عام 2001 حوالي 1,66 مليون وحدة سكنية دائمة، بما في ذلك 196 ألف مسكونة بشكل متقطع غير دائم من قبل أصحابها و42 ألف وحدة سكنية مهجورة. متوسط حجم وحدة سكنية المستخدمة بشكل دائم هو 74.4 متر مربع (801 قدم مربع). وتشمل الوحدات السكنية التي تستخدم بشكل متقطع حوالي 182 ألف منزل مستخدم لغرض الإجازات وحوالي 8 آلاف منزل يُستخدم للإقامة أثناء الأعمال الزراعية. سجل نفس التعداد حوالي 25 ألف وحدة سكنية تستخدم لأغراض تجارية فقط. اعتباراً من عام 2007، 71% من الأسر تملك مساكن خاصة بهم غير مرهونة أو غير مسدد ثمنها بالكامل، بينما نسبة 9% لم يسددوا ثمنها بالكامل أو المنازل مشتراه بقروض. أما الوحدات السكانية بحسب قاطنيها فقد سُجل حوالي 13% من المساكن يسكنها شخص واحد، ومنازل يسكنها زوجين بنسبة 15%، ومنزل بيه أب أو أم فقط 4%، أما المنازل التي بها أزواج مع أطفالهم 27%، ومنازل العلائات 20%. كذلك سُجل ما يقرب من 500 شخص بلا مأوى في كرواتيا، معظمهم يعيش في زغرب.

### التحضر
يبلغ متوسط معدل التحضر في كرواتيا يبلغ 56%، وأعلى معدل داخل كردون مدينة زغرب حيث بلغ 94.5%، بينما في مدينة زغرب ومقاطعة زغرب مجتمعتين بلغت نسبة التحضر 76.4%. لوحظ نسبة التحضر زادت بشكل كبير في النصف الثاني من القرن العشرين. في عام 1953 سجل 57% من إجمالي السكان الذين يعملون بالزراعة، في حين أشار إحصاء أنجز في عام 1991 أن 9.1% من السكان يعملون في هذا المجال. هذا يشير إلى زيادة في أعداد سكان الحضر ونقصان مستمر سكان الريف. حيث معدل نمو نسبة سكان الحضر بلغ 0.11% (حسب تقديرات الفترة بين عاميّ 2010 و2015).
| زغرب سبليت | 1  | زغرب           | زغرب                         | 790,017 | رييكا أوسييك |
| زغرب سبليت | 2  | سبليت          | مقاطعة سبليت-دالماسيا        | 178,102 | رييكا أوسييك |
| زغرب سبليت | 3  | رييكا          | مقاطعة بريموريه-غورسكي كوتار | 128,624 | رييكا أوسييك |
| زغرب سبليت | 4  | أوسييك         | مقاطعة أوسييك-بارانيا        | 108,048 | رييكا أوسييك |
| زغرب سبليت | 5  | زادار          | مقاطعة زادار                 | 75,062  | رييكا أوسييك |
| زغرب سبليت | 6  | بولا (مدينة)   | مقاطعة إستريا                | 57,460  | رييكا أوسييك |
| زغرب سبليت | 7  | سلافونسكي برود | مقاطعة برود-بوسافينا         | 59,141  | رييكا أوسييك |
| زغرب سبليت | 8  | كارلوفاتش      | مقاطعة كارلوفاتش             | 55,705  | رييكا أوسييك |
| زغرب سبليت | 9  | فاراجدين       | مقاطعة فرازدين               | 46,946  | رييكا أوسييك |
| زغرب سبليت | 10 | شيبينيك        | مقاطعة شيبينيك-كنين          | 46,332  | رييكا أوسييك |